# Gran Canaria
Gran Canaria es una isla situada en el océano Atlántico, perteneciente a la comunidad autónoma de Canarias en España. Junto con las islas de Lanzarote, Fuerteventura y La Graciosa forman la provincia de Las Palmas, integrada además por los islotes de Alegranza, Montaña Clara, Roque del Este, Roque del Oeste e islote de Lobos. Gran Canaria con una superficie de 1560,1 km² y una altitud de 1956 m con el Morro de la Agujereada, es la tercera isla del archipiélago en extensión y altitud.
La población de la isla en 2024 era de 875 205 habitantes tratándose de la tercera isla más poblada de España y la segunda de Canarias, aunque la de mayor densidad de población del archipiélago. La capital de la isla, Las Palmas de Gran Canaria, es la ciudad más poblada de Canarias con 380 436 habitantes, también es capital de la provincia oriental (Las Palmas) y de la comunidad autónoma de Canarias, conjuntamente con Santa Cruz de Tenerife. La ciudad, fundada en 1478, fue considerada la única capital de facto (sin significado jurídico y real) de Canarias hasta el siglo XVII. Los núcleos poblacionales colindantes a la capital conforman un área metropolitana de unos de 680 000 habitantes, primera de Canarias y novena de España. La ciudad cuenta con uno de los puertos más importantes de España y de la Unión Europea, el Puerto de la Luz y de Las Palmas.
La isla es uno de los destinos turísticos más importantes de España, aproximándose a los cinco millones de turistas anualmente. En 2012 en el núcleo turístico de Maspalomas se celebró por primera vez en España el Día Mundial del Turismo. El carnaval de Las Palmas de Gran Canaria, declarado Fiesta de Interés Turístico Nacional, es uno de los eventos más importantes de la isla y goza de una importante proyección nacional e internacional. Desde 2005, un extenso sector de la isla y su orla marina adyacente, donde su parte terrestre abarca el 46 % (69 000 ha) del territorio insular en su mitad occidental fue declarado Reserva de la biosfera por la UNESCO. En 2019 es declarado el primer y único Patrimonio Mundial de la Unesco de Gran Canaria y la provincia de Las Palmas, denominado Paisaje Cultural del Risco Caído y los Espacios Sagrados de Montaña de Gran Canaria, abarcando una zona de 18 000 ha de los municipios de Artenara, Tejeda, Gáldar y Agaete.
Asimismo, Gran Canaria tiene un importante patrimonio histórico, cultural y artístico, entre los que destacan el Museo Casa de Colón, que con 165 000 visitantes en 2017, es el museo más popular de Canarias, en él se rememora el paso del almirante por la isla antes de su primer viaje en el Descubrimiento de América, o la Catedral de Canarias, considerado el monumento más importante de la arquitectura religiosa canaria.

## Toponimia
No existe unanimidad entre los historiadores sobre el origen del nombre de la isla o el de su calificativo. Está muy arraigada popularmente la teoría de que su nombre aborigen fuese Tamerán, Tamarán o Tamarant, traducido a veces como tierra de las palmas o más frecuentemente como país de valientes. Sin embargo, el origen prehispánico de dicho topónimo ha sido puesto en cuestión, ya que el nombre Tamarán aparece por primera vez en el siglo XIX, no constatándose su presencia en ninguna fuente clásica ni de la época de la Conquista, especulándose con la posibilidad de que Canaria sea la versión latinizada del verdadero nombre aborigen de la isla o de la etnia que la habitaba (canari). Por otra parte, estudios filológicos recientes sugieren que el nombre Tamerán puede tener cierta autenticidad histórica.

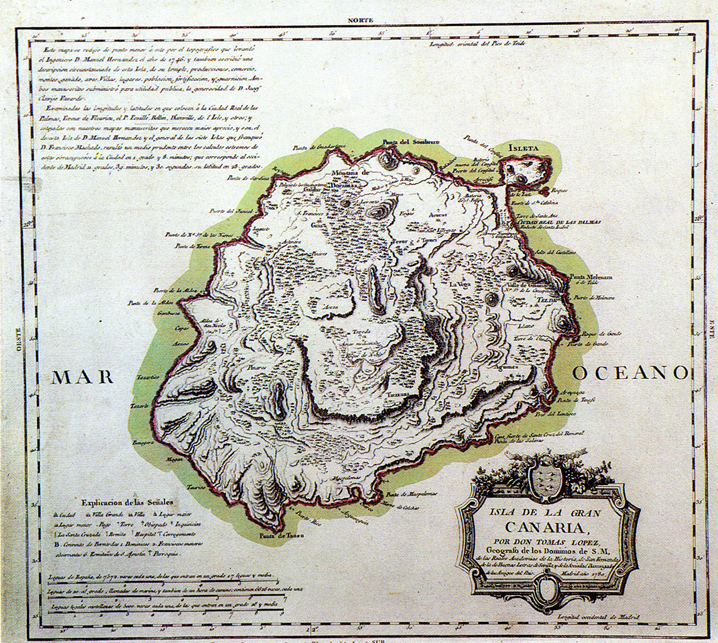
Mapa de Gran Canaria del

Es en el capítulo xxxii del libro vi de la Historia Natural escrita en el siglo I por el romano Plinio el Viejo, en el texto en el que este cita las expediciones de exploración mandadas por el rey Juba II de Mauritania, donde aparece el nombre de Canaria, asociado a una de las Islas Afortunadas o Canarias, justificando dicho nombre por la abundancia de perros (canes) de gran talla existentes en ella. En otro contexto de su misma obra, en el primer capítulo del Libro V, Plinio cita el informe del general romano Cayo Suetonio Paulino acerca de la travesía de la cordillera del Atlas liderada por este, donde el militar asegura que los bosques cercanos a la misma están habitados por los Canarios, quienes comparten su comida con los perros. Otros estudios lingüísticos e históricos señalan que el origen etimológico de Canaria estaría en el antropónimo canarii, referido a dicha tribu bereber.
El nombre de Canaria, que con la conquista y por el papel central de esta isla en la época, sería posiblemente extendido, en plural, al conjunto del archipiélago (Canarias), siguió utilizándose para referirse a la isla durante mucho tiempo. No obstante, convivió con la denominación Gran Canaria desde la aparición de esta última en el siglo XV, siendo válidos ambos términos durante siglos.
Pedro López de Ayala, en sus Crónicas de los Reyes de Castilla, alude a Canaria la grande en el texto dedicado al reinado de Enrique III, haciendo referencia al año 1393, aunque su primera edición tuvo lugar entrado el siglo XV, tras la muerte de su autor, quien lo había dejado inconcluso. Por tanto, no es discernible si dicha denominación de la Isla existía efectivamente en el año 1393 o fue añadida posteriormente por los encargados de concluir la obra, entrado ya el siglo XV.
Dicho texto es referido por el profesor Francisco Fajardo y dice así:

Como en este año algunos marineros de Castilla fueron a las islas de Canarias. En este Año (1393) estando el rey en Madrid ovo nuevas como algunas gentes de Sevilla, é de las costas de Vizcaya é de Guipuzcoa, armaron algunos navios en Sevilla, é levaron caballos en ellos, é pasaron á las islas que som llamadas Canarias, como quier que ayan otros nombres, é anduvieron en la mar fasta que las bien sopieron. E dieron que fallaran la isla de Lanzarote, junta con otra isla que dicen la Graciosa, é que duraba esta isla en luengo doce leguas. Otrosi la isla de Canaria la grande, que dura veinte é dos leguas en luengo, é ocho en ancho. Otrosi la isla del Infierno, que dura veinte é dos leguas en luengo, é muchos en ancho. Otrosi la isla de la Gomera, que dura ocho leguas, é es redonda. E á diez leguas de la Gomera ay dos islas, la una dicen del Fierro, é la otra de la Palma.

Que toma de las Crónicas de los reyes de Castilla (tomo II, p. 493, editadas en 1780 por Pedro López de Ayala).
El nombre actual de Gran Canaria aparece documentado por primera vez y de manera profusa en Le Canarien (El Canario), la crónica francesa de la campaña de conquista del archipiélago emprendida por Jean IV de Béthencourt y Gadifer de La Salle, conviviendo dicha denominación con la de Canaria a lo largo del texto, el más antiguo de cuyos manuscritos fue redactado entre 1404 y 1420. Nuevamente, al no disponerse de las notas escritas por los autores originales de la crónica, se desconoce si dicha denominación ya existía durante la campaña de conquista o fue añadida por el autor del citado manuscrito sobre la base de la denominación contemporánea.
En cualquier caso, en ninguna de las fuentes clásicas anteriores se ofrece explicación alguna al origen del calificativo Gran o Grande, por lo que existen diversas corrientes de opinión al respecto, algunas de las cuales son:
- Que fuese un indicativo del interés estratégico, político y económico de la Isla desde finales del siglo XIV.[31]
- Que se tratase de un homenaje de los conquistadores a la valentía mostrada por los nativos en la defensa de la Isla frente a los intentos de invasión. El historiador fray Juan de Abreu Galindo es el primero en presentar esta hipótesis a finales del siglo XVI, atribuyendo a Jean IV de Béthencourt la autoría del calificativo,[32] aunque las crónicas francesas no confirman ni desmienten esta teoría que, por otra parte, también contradice lo expuesto en las Crónicas de los Reyes de Castilla.
- Que dicho calificativo le fue impuesto al nombre de la Isla debido a una estimación errónea de las dimensiones físicas de esta que implícitamente la clasificaba como la más extensa del archipiélago –este error aparece en Le Canarien[33]–. Esta teoría ha sido utilizada de forma polémica por sectores involucrados en el llamado pleito insular.[34]

### Gentilicio
Según la Real Academia Española, el gentilicio de Gran Canaria es grancanario, ria. Los antiguos nativos de la isla eran denominados canarios, gentilicio que ha seguido utilizándose para hacer referencia a los habitantes de Gran Canaria hasta hace pocas décadas (todavía es posible escuchar, en otras islas del archipiélago y en la propia Gran Canaria, a personas de edad avanzada que lo usan). También se usa el calificativo coloquial canarión, ona, principalmente en otras islas del archipiélago.

### Himno
Históricamente el himno de la isla fue la Marcha de Batallón de la Granadera Canaria, de 1809, obra de José Palomino. El 28 de noviembre de 2008, el Pleno del Cabildo Insular de Gran Canaria aprobó por unanimidad la canción Sombra del Nublo como himno oficial de Gran Canaria. La misma es obra del folklorista, músico e historiador Néstor Álamo, cronista oficial de la isla. La junta de portavoces indicó que el Himno viene a reconocer a este canto su logro como «sentimiento de identidad insular» y «su condición de auténtico himno popular».

## Historia

### Período aborigen: desconocido a.C.-1483 d.C.
Al igual que del resto del archipiélago, se desconoce la época en que llegan a Gran Canaria sus primeros pobladores. Se cree que los pobladores provienen del norte de África, los cuales posiblemente serían de origen bereber.

### Conocimientos antiguos de la isla.
Los primeros documentos en los que figuran las islas canarias son las crónicas de Plinio el Viejo. En las crónicas se le llama Canarie por la gran cantidad de perros grandes que habían en la isla y que más tarde fue Juan de Bethencourt quien, tras el intento fallido de conquista de la isla, le puso el nombre de Gran Canaria en su crónica Le Canarien.

### Conquista castellana: 1478-1483
La incorporación de la isla a la Corona castellana fue un proceso que se alargó durante cinco años y en el que se pueden distinguir tres etapas:

#### Etapa inicial: junio a diciembre de 1478
El 24 de junio de 1478 desembarcó en la bahía de las Isletas la expedición mandada por Juan Rejón y el deán Juan Bermúdez, representante del obispo del Rubicón Juan de Frías, uno de los financiadores de la conquista. Ese día se fundó junto al barranco de Guiniguada el real de Las Palmas. Pocos días más tarde tuvo lugar en las proximidades del real el primer enfrentamiento en el que los isleños fueron derrotados. Esta victoria inicial les proporcionó a los castellanos el control de la esquina noreste de la isla.

#### Resistencia aborigen y divisiones castellanas: finales de 1478 a 1480
La resistencia aborigen en el interior montañoso de la isla, la falta de hombres y medios materiales y las desavenencias internas en el bando conquistador, constituyen las principales marcas de este periodo. Durante esta etapa Juan Rejón fue destituido por el nuevo gobernador Pedro del Algaba y enviado a Sevilla. Allí es restituido por los comisarios de la conquista y devuelto a la isla. Posteriormente Rejón detiene y ejecuta a Algaba acusándole de traición. Para resolver las disensiones, los reyes nombran a Pedro de Vera como nuevo gobernador de la isla. A su llegada detiene a Rejón, poniendo fin a los conflictos internos que se habían prolongado hasta 1480.

#### Final de la resistencia aborigen y conquista: 1480-1483
Pedro de Vera, ahora jefe indiscutido de los castellanos, reemprendió la conquista del interior de la isla y el guanartemato de Gáldar. Contó para ello con la llegada de nuevos refuerzos humanos aportados por los reyes. Se producen las victorias castellanas en la batalla de Arucas en la que cae el líder aborigen Doramas. La captura de Tenesor Semidán, guanarteme de Gáldar, por parte de Alonso Fernández de Lugo, será un factor decisivo para la culminación de la conquista. Tenesor Semidán fue enviado a Castilla, donde fue bautizado con el nombre de Fernando Guanarteme. Fue devuelto a la isla y se convirtió en un fiel y valioso aliado de los conquistadores. Finalmente, el 29 de abril de 1483, y junto a la fortaleza de Ansite, se produce la dispar acción de la entrega de unos como Guayarmina Semidán, o el suicidio de otros por despeñamiento como el del líder canario Bentejuí junto con el faycán de Telde al grito de Atis Tirma (por mi Tierra).

### SigloXVI- conformación de la sociedad canaria colonial
Una vez llevada a cabo la conquista tiene lugar la colonización de la isla y un prolongado proceso de aculturación de la población aborigen. Se implanta un sistema colonial. Los conquistadores castellanos, que habían financiado la conquista, se reparten las tierras de la isla apropiándose de las zonas más favorecidas y sobre todo de los pozos y barrancos que servían de suministro de agua. Esto será un factor clave durante toda la historia de Gran Canaria debido al extenso poder que abarcan quienes controlan las fuentes de agua.
Al mismo tiempo, comienzan a llegar colonos portugueses, que se encargan de los primeros ingenios azucareros, así como comerciantes genoveses, flamencos y aragoneses.
Por su parte la población aborigen se vio obligada a aceptar las condiciones que impusieron los conquistadores. Se les obligó a bautizarse y convertirse a la fe cristiana instigándoles a abandonar sus costumbres y su religión, lo cual fue muy perseguido por la Inquisición. Además quedó discriminado el uso de la lengua insuloamazigh empleada en Gran Canaria, así como las costumbres propias, pues no solo estaban mal vistas en la nueva sociedad colonial sino que además eran perseguidas.[cita requerida] A pesar de ello algunos grupos permanecieron en las más ocultas montañas del interior de la isla preservando sus costumbres y negándose a formar parte de la nueva sociedad colonial que los discriminaba. Se llamaban a sí mismos Inekaren que quiere decir alzados y durante décadas poblaron el interior de la isla donde la presencia castellana era casi inexistente, dedicándose a la agricultura y la ganadería y ajenos a los cambios sociales que estaban sucediendo tras la conquista. Muchos canarios fueron perseguidos, ejecutados, deportados a lugares como Madeira o, en el peor de los casos, esclavizados para ser vendidos en los mercados europeos.
Sin embargo, la esclavitud pronto se convirtió en algo cotidiano en Canarias. Hasta el edicto respaldado por la reina Isabel de Castilla que prohibía esclavizar tanto a indígenas americanos como canarios, estos fueron utilizados como mano de obra esclava. Posteriormente, comenzaron a llegar barcos con multitud de esclavos procedentes del golfo de Guinea y del norte de África para el trabajo en las plantaciones de azúcar o para su venta en tierras americanas.
Es en el siglo XVI cuando empieza a tomar forma la sociedad canaria actual fruto del mestizaje entre la población indígena, los colonizadores europeos y los esclavos, formándose una sociedad estratificada en la que en la cúspide se encontraban los conquistadores castellanos, que tenían el control de la tierra y de las aguas para el riego. Seguidamente estaban ciertas familias criollas descendientes de linajes aborígenes favorables a la conquista, así como colonos europeos dedicados al comercio. Un escalón por debajo se encontraban los canarios obligados a dejar atrás su idioma y sus costumbres y también grupos de moriscos y sefardíes que habían emigrado a la isla tras abandonar España. En lo más bajo estaban los indígenas alzados y los esclavos.

## Geografía

Vista 3D de Gran Canaria

La isla de Gran Canaria es la tercera en extensión (casi 1560 km²), tras Tenerife y Fuerteventura, y la tercera en altitud (tras Tenerife y La Palma) del archipiélago canario. Se encuentra a 28° latitud norte y 15°35′ longitud oeste. Ha sido bautizada como continente en miniatura por la diversidad de su clima, su geografía, su flora y su fauna. Tiene una forma circular con un macizo montañoso en el centro. Su altitud máxima es el Morro de la Agujereada, con 1956 m sobre el nivel del mar. Destacan también algunos monumentos naturales como el Roque Nublo (1813 m) y el Roque Bentayga.
El 29 de junio de 2005, parte de la isla de Gran Canaria fue declarada por la Unesco como Reserva de la Biosfera. La superficie protegida por esta declaración representa un 46 % del territorio insular, además de 100 458 ha de zona marina.
En la isla se pueden distinguir dos zonas geomorfológicas:
Neocanaria (al noreste)

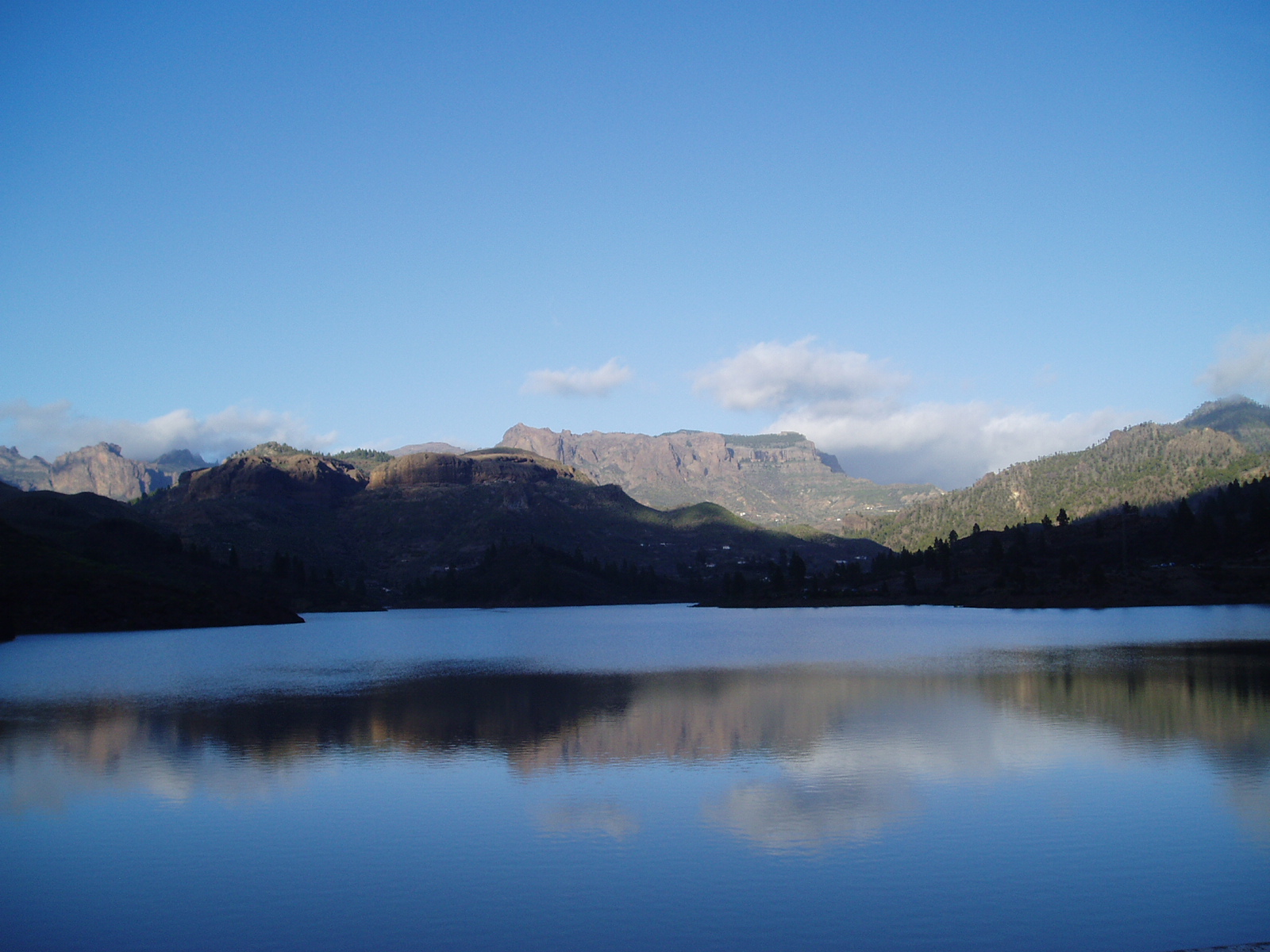
Presa de Chira

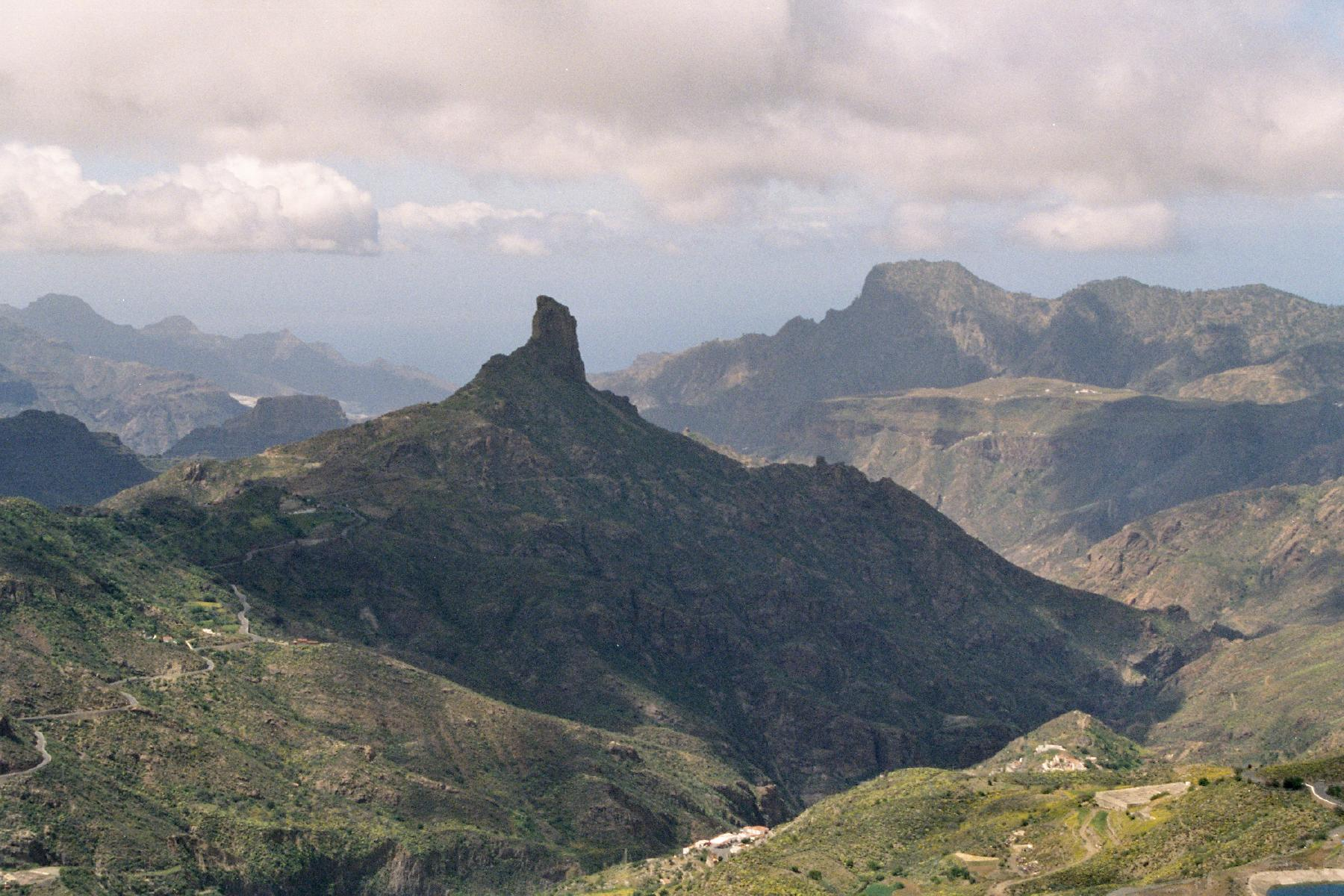
Roque Bentayga, centro de la isla

De formación más reciente, donde aparecen algunos terrenos sedimentarios y de formación submarina. En esta zona encontramos terrazas y algunos conos volcánicos como la montaña de Arucas y el pico y Caldera de Bandama, así como otras calderas de erosión como Tenteniguada, Temisas y Tirajana. También se extienden algunos llanos. Aquí se ubican los barrancos de Telde, Guayadeque y Tirajana. En su extremo noreste se encuentra una pequeña península llamada La Isleta, unida al resto de la isla por el Istmo de Guanarteme, con las playas de Las Canteras y Las Alcaravaneras a sus márgenes.
Tamarán (al suroeste)
Es la parte más antigua de la isla, hecho que puede constatarse por la cantidad de barrancos que la surcan. A esta zona pertenece también el centro de la isla, donde encontramos las altitudes máximas. Destaca por otro lado el macizo de Tamadaba, con sus acantilados. Hace aproximadamente 14 millones de años se produjo un cataclismo que hundió aproximadamente una quinta parte del territorio insular de aquel entonces en el fondo del mar, como resultado se formaron altos e imponentes acantilados costeros que llegan desde el mar hasta la cumbre de la isla, además de un arco costero de forma cóncava que va desde la Punta de Sardina hasta la Punta de La Aldea. El Risco de Faneque, a pocos metros de la costa, tiene una altitud de 1096 m sobre el nivel del mar, siendo el acantilado más alto de España y de Europa y uno de los más altos del mundo. En esta zona se ubican los barrancos de la Aldea, Agaete, Arguineguín y Fataga, entre otros. Cabe destacar también la reserva natural especial de las Dunas de Maspalomas, una de las zonas turísticas más importantes de Canarias, junto con la anexa playa del Inglés.
Gran Canaria posee 33 entornos sujetos a diferentes fórmulas de preservación según recoge la Red Canaria de Espacios Naturales Protegidos, entre los que destacan el parque rural del Nublo, la Selva de Doramas, el barranco de Azuaje, Tamadaba, Pino Santo, Inagua, etc. Los roques son formaciones volcánicas de tipo rocoso que se erigen en el paisaje: destacan el Roque Nublo, con 1813 m de altitud (símbolo de la isla), el Cura (también conocido como El Fraile), La Rana, El Dedo de Dios, Bentayga, el Roque de Gando, y el Peñón Bermejo. Algunas playas de la isla son Maspalomas, Playa del Inglés, playa de Las Canteras, Puerto Rico, La Laja, San Agustín, etc.

### Clima

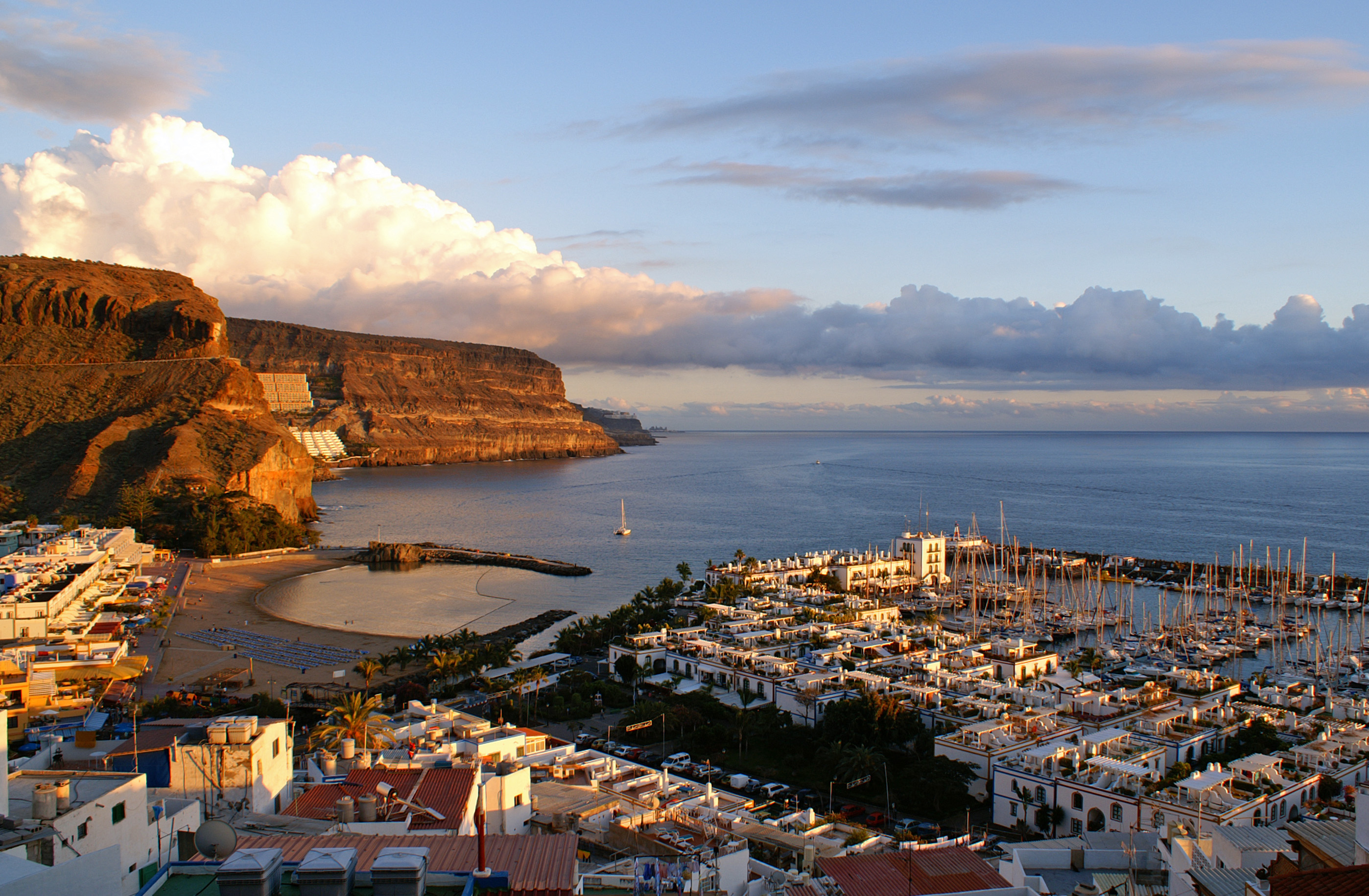
Puerto de Mogán

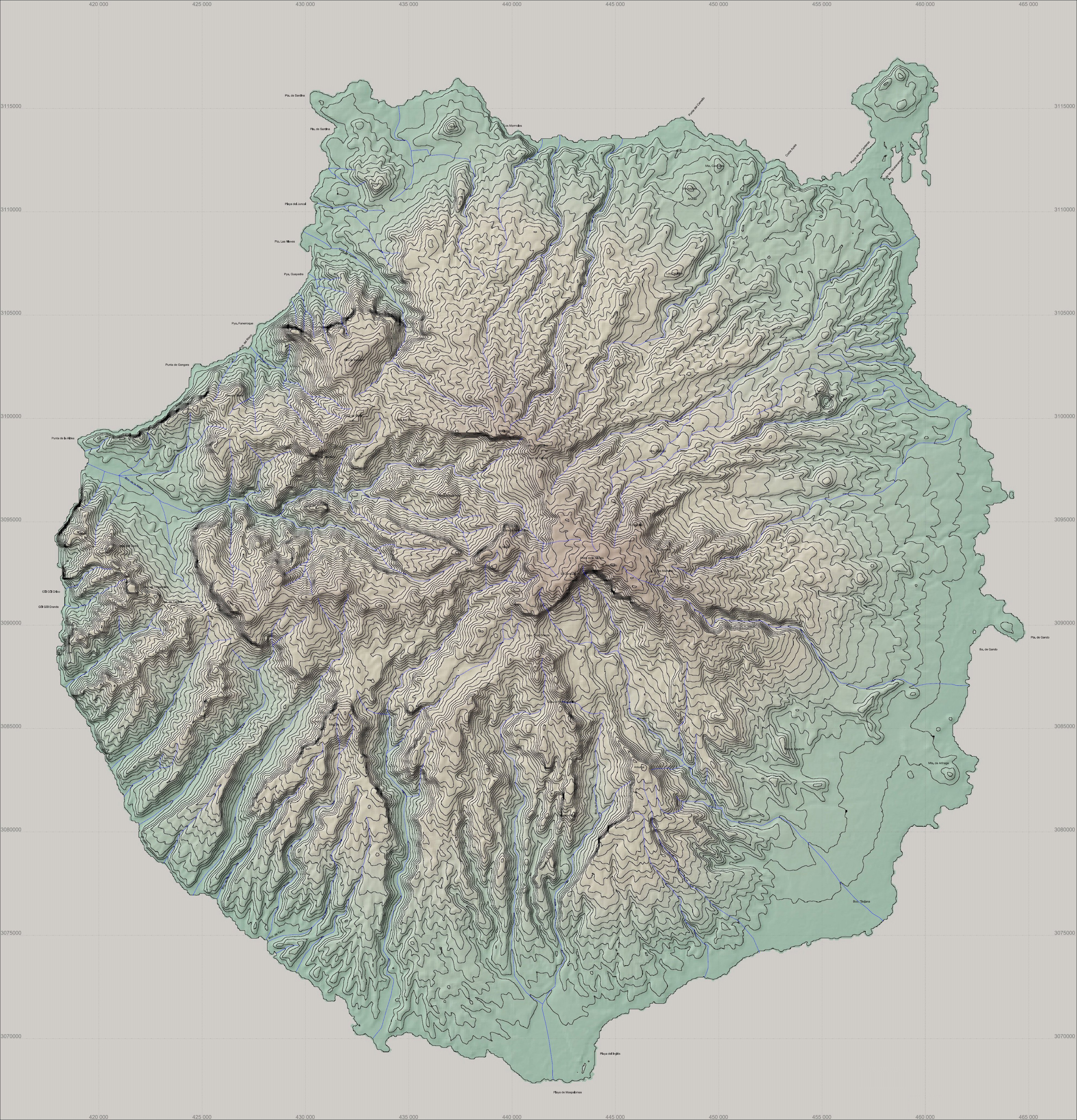
Topografía de Gran Canaria

Gran Canaria presenta una gran diversidad climática, debida tanto a la gradiente altitudinal como al efecto de los vientos alisios, que originan acusadas diferencias paisajísticas entre barlovento y sotavento, por tal motivo, se la denomina continente en miniatura. La capital insular, Las Palmas de Gran Canaria, es considerada la ciudad con el mejor clima del mundo según un estudio de la Universidad de Siracusa. Por su parte, Mogán, al sur de la isla, es el lugar de la Unión Europea con más días despejados.
El clima grancanario hace que la diversidad ecológica sea notable: la isla cuenta con más de cien endemismos vegetales, así como con otros quinientos compartidos con el resto de las Canarias.
| Parámetros climáticos promedio de Observatorio del aeropuerto de Gran Canaria (24 m s. n. m. ) (Periodo de referencia: 1991-2020, extremas: 1951-presente) | Parámetros climáticos promedio de Observatorio del aeropuerto de Gran Canaria (24 m s. n. m. ) (Periodo de referencia: 1991-2020, extremas: 1951-presente) | Parámetros climáticos promedio de Observatorio del aeropuerto de Gran Canaria (24 m s. n. m. ) (Periodo de referencia: 1991-2020, extremas: 1951-presente) | Parámetros climáticos promedio de Observatorio del aeropuerto de Gran Canaria (24 m s. n. m. ) (Periodo de referencia: 1991-2020, extremas: 1951-presente) | Parámetros climáticos promedio de Observatorio del aeropuerto de Gran Canaria (24 m s. n. m. ) (Periodo de referencia: 1991-2020, extremas: 1951-presente) | Parámetros climáticos promedio de Observatorio del aeropuerto de Gran Canaria (24 m s. n. m. ) (Periodo de referencia: 1991-2020, extremas: 1951-presente) | Parámetros climáticos promedio de Observatorio del aeropuerto de Gran Canaria (24 m s. n. m. ) (Periodo de referencia: 1991-2020, extremas: 1951-presente) | Parámetros climáticos promedio de Observatorio del aeropuerto de Gran Canaria (24 m s. n. m. ) (Periodo de referencia: 1991-2020, extremas: 1951-presente) | Parámetros climáticos promedio de Observatorio del aeropuerto de Gran Canaria (24 m s. n. m. ) (Periodo de referencia: 1991-2020, extremas: 1951-presente) | Parámetros climáticos promedio de Observatorio del aeropuerto de Gran Canaria (24 m s. n. m. ) (Periodo de referencia: 1991-2020, extremas: 1951-presente) | Parámetros climáticos promedio de Observatorio del aeropuerto de Gran Canaria (24 m s. n. m. ) (Periodo de referencia: 1991-2020, extremas: 1951-presente) | Parámetros climáticos promedio de Observatorio del aeropuerto de Gran Canaria (24 m s. n. m. ) (Periodo de referencia: 1991-2020, extremas: 1951-presente) | Parámetros climáticos promedio de Observatorio del aeropuerto de Gran Canaria (24 m s. n. m. ) (Periodo de referencia: 1991-2020, extremas: 1951-presente) | Parámetros climáticos promedio de Observatorio del aeropuerto de Gran Canaria (24 m s. n. m. ) (Periodo de referencia: 1991-2020, extremas: 1951-presente) |
| Mes | Ene. | Feb. | Mar. | Abr. | May. | Jun. | Jul. | Ago. | Sep. | Oct. | Nov. | Dic. | Anual |
| --- | --- | --- | --- | --- | --- | --- | --- | --- | --- | --- | --- | --- | --- |
| Temp. máx. abs. (°C) | 30.8 | 30.9 | 34.0 | 34.3 | 36.0 | 36.9 | 44.2 | 39.0 | 39.0 | 36.0 | 36.2 | 29.4 | 44.2 |
| Temp. máx. media (°C) | 21.1 | 21.3 | 22.2 | 22.9 | 24.0 | 25.6 | 27.2 | 27.8 | 27.2 | 26.3 | 24.3 | 22.3 | 24.4 |
| Temp. media (°C) | 18.2 | 18.3 | 19.0 | 19.8 | 20.9 | 22.6 | 24.1 | 24.9 | 24.4 | 23.3 | 21.4 | 19.4 | 21.3 |
| Temp. mín. media (°C) | 15.2 | 15.3 | 15.7 | 16.6 | 17.8 | 19.5 | 21.0 | 21.9 | 21.6 | 20.3 | 18.4 | 16.5 | 18.3 |
| Temp. mín. abs. (°C) | 8.0 | 7.5 | 6.5 | 9.0 | 11.3 | 12.0 | 14.8 | 16.0 | 14.6 | 14.0 | 7.0 | 9.7 | 6.5 |
| Precipitación total (mm) | 23.4 | 19.8 | 11.9 | 5.0 | 0.8 | 0.4 | 0.0 | 0.6 | 5.0 | 21.2 | 17.4 | 28.7 | 134.6 |
| Días de precipitaciones (≥ 1 mm) | 2.7 | 2.8 | 2.3 | 1.2 | 0.2 | 0.1 | 0.0 | 0.2 | 1.1 | 2.8 | 3.4 | 4.0 | 20.6 |
| Horas de sol | 186 | 189 | 232 | 234 | 267 | 273 | 301 | 304 | 249 | 214 | 180 | 183 | 2849 |
| Humedad relativa (%) | 65 | 65 | 65 | 64 | 64 | 65 | 64 | 66 | 68 | 69 | 67 | 67 | 66 |
| Fuente: Agencia Estatal de Meteorología | | | | | | | | | | | | | |

### Flora y fauna

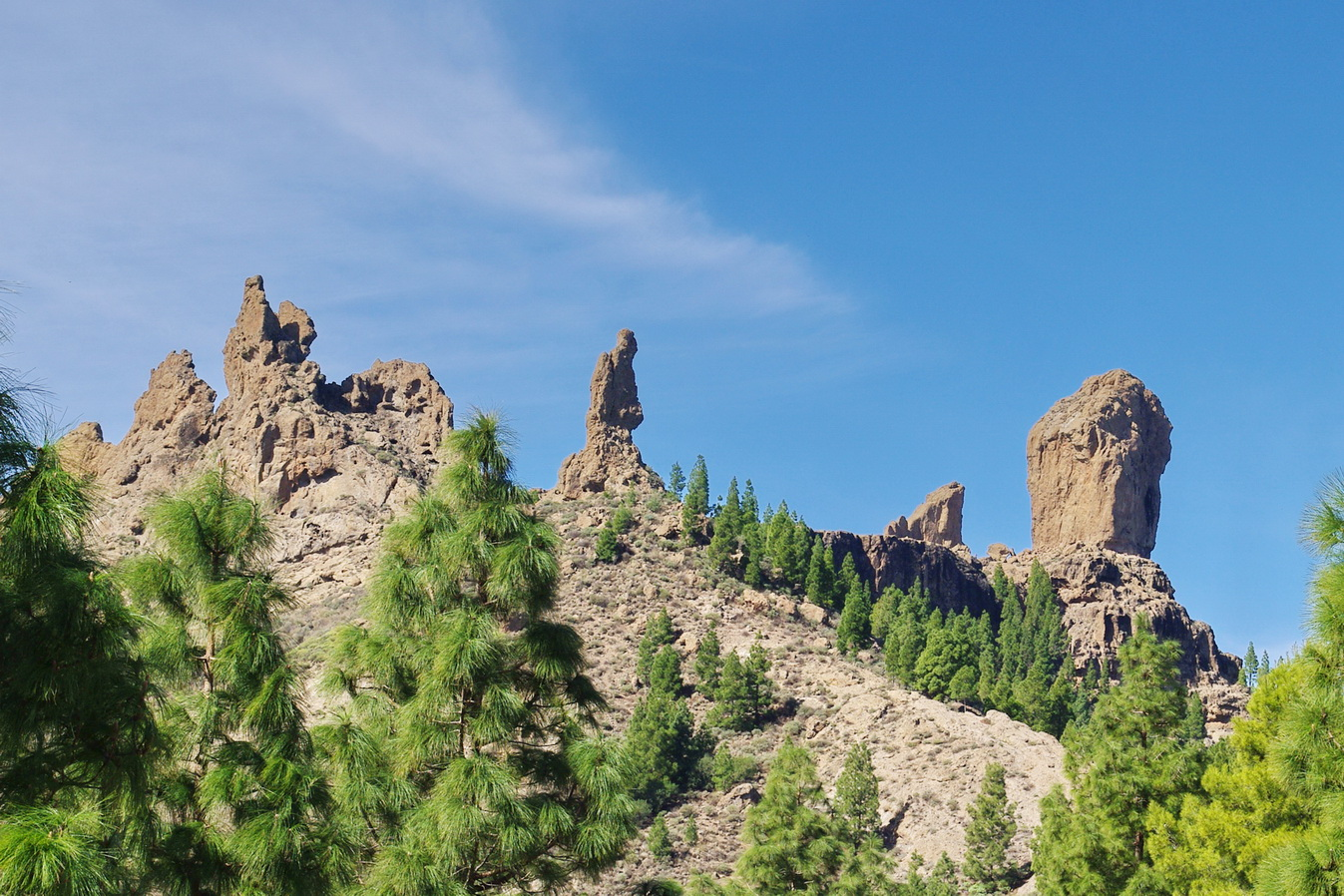
Roque Nublo

Originalmente, Gran Canaria fue una de las islas de Canarias con más amplia masa forestal. Sin embargo tras la conquista de Canarias, la isla sufrió un grave proceso de deforestación a consecuencia de las continuas talas, repartimientos de tierras y otros aprovechamientos intensivos. Esto provocó que dicha masa forestal quedase reducida a apenas 56 000 hectáreas, convirtiendo a la isla en la más deforestada del archipiélago por acción humana. Sin embargo, en el siglo XX comenzaron a realizarse labores de reforestación de la zona cumbrera de la isla, recuperando parte de la masa boscosa perdida.
Actualmente, como en las demás islas canarias de mayor altura, en Gran Canaria también se produce una estratificación en pisos de vegetación. Es visita recomendada el Jardín Botánico Viera y Clavijo, o Jardín Canario, para observar una muestra de esos diferentes pisos de vegetación. En Gran Canaria se distinguen los siguientes:

#### Tabaibal-Cardonal
De 0 a 700 m según vertiente. Es un estrato semidesértico, con pocas precipitaciones. Se caracteriza por la presencia de un matorral xerófilo de especies del género Euphorbia como el cardón, varios tipos de tabaibas como la tabaiba dulce o la tabaiba salvaje y los verodes. En laderas y desembocaduras de barrancos se dan otras muchas especies, entre las que destacan arbustos que pueden alcanzar varios metros de altura como los balos y los tarajales o los tajinastes blancos, ampliamente distribuidos por la isla.
En relación con la fauna, los invertebrados se encuentran muy bien representados, teniendo estos el porcentaje más alto de endemismos. En cambio, este ecosistema es pobre en animales vertebrados, representados por algunos reptiles, donde es preciso citar al lagarto gigante de Gran Canaria y aves como el canario, el apupú o el cernícalo.

#### Bosque termófilo

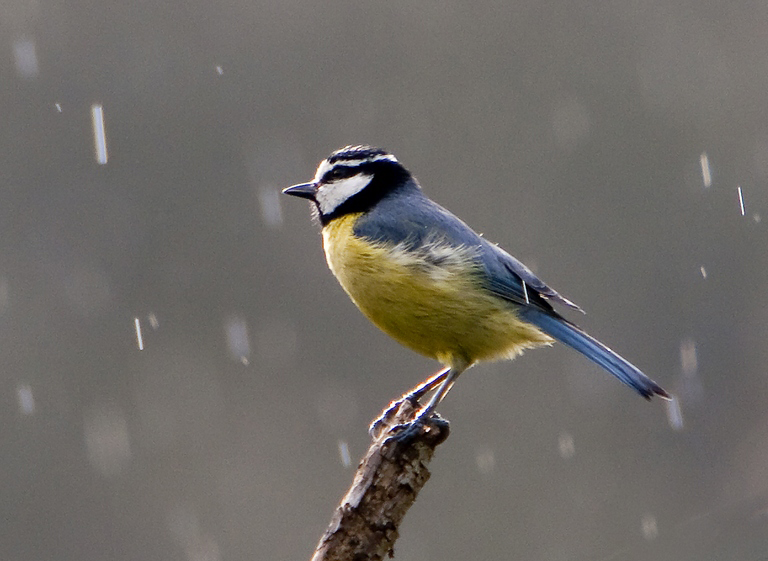
Herrerillo canario o africano

Desde 200-500 a 1000 m dependiendo de la orientación. Se trata de una zona con mayor grado de humedad y precipitaciones, y una menor insolación. Se caracteriza por especies termófilas arborescentes como palmeras, dragos, acebuches, lentiscos, almácigos, sabinas y otros endemismos macaronésicos como mocanes y barbusanos, y exclusivamente canarios como los guaidiles. Aunque se trata de una zona muy antropizada, existen aún buenas representaciones de este tipo de vegetación en sitios como el barranco de los Cernícalos.
En cuanto a la avifauna podemos mencionar a la codorniz o la tórtola común y a las insectívoras como el herrerillo canario y el petirrojo.

#### Bosque húmedo o monteverde

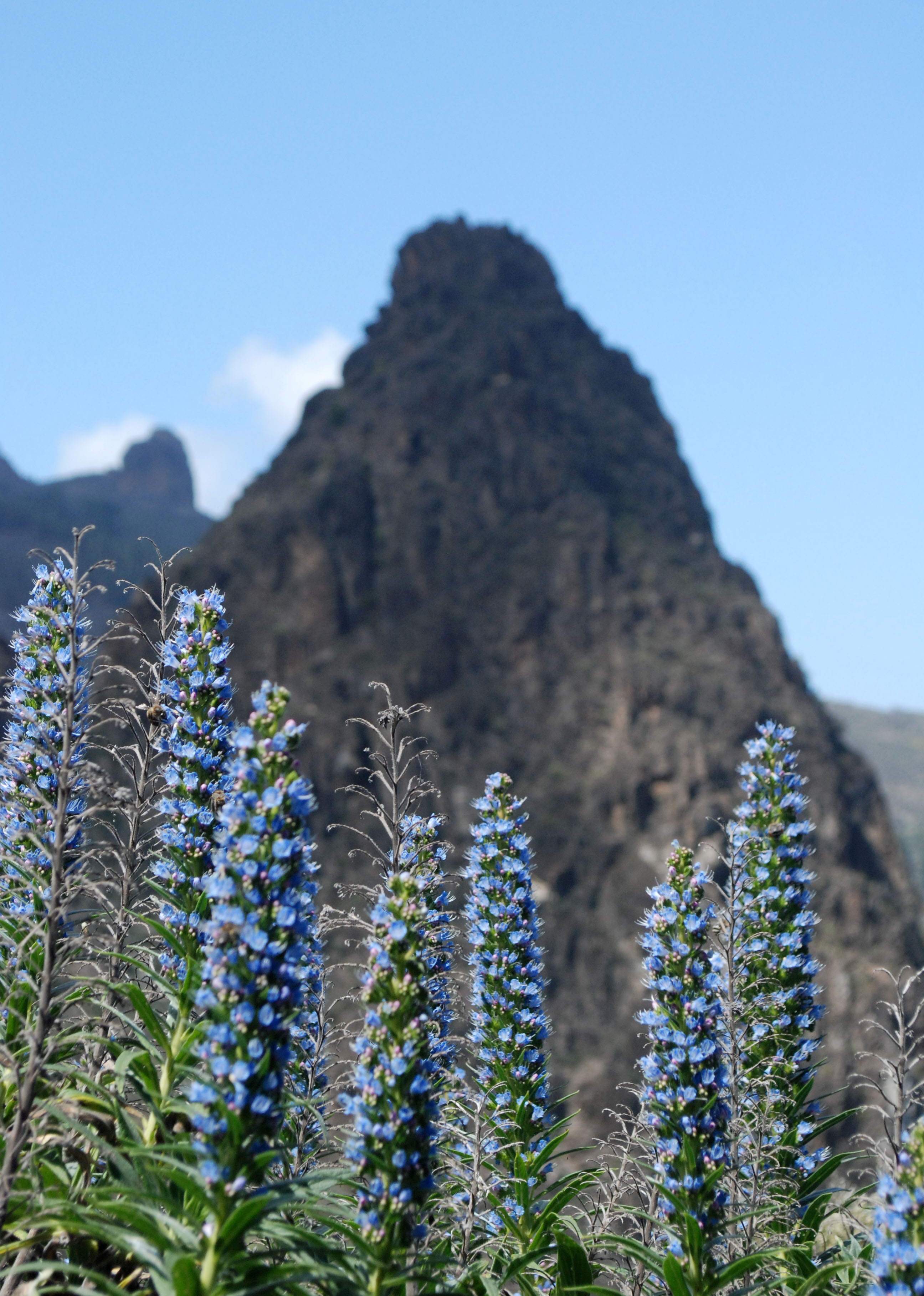
Tajinaste azul

#### Laurisilva canaria
De 500 a 1200 m s. n. m. y en zonas directamente influenciadas por los vientos alisios. Se trata de un bosque ombrófilo, denso y de grandes árboles presente en el norte de la isla, que se hace posible gracias a las condiciones hídricas que proporciona el mar de nubes y su lluvia horizontal. Las especies vegetales superiores que abundan son laureles, tiles, viñátigos, barbusanos, y otras de menor tamaño como el bicácaro, la cresta de gallo, y una gran variedad de helechos. En Gran Canaria, debido a la presión antrópica, solo quedan algunos reductos protegidos de laurisilva y de fayal-brezal en lugares como Los Tilos de Moya y el Brezal de Santa Cristina. Se trata de los restos de un antiguo bosque de laurisilva, muy extenso en el pasado, conocido como la Selva de Doramas.
Respecto a la fauna mamífera, cabe destacar la musaraña de Osorio y entre las aves podemos citar al capirote, etc.

#### Fayal-brezal
Entre 1000 y 1500 m, esta franja es algo más seco y pobre en especies, está constituido principalmente por fayas y brezos que sirven de protección a especies más exigentes. El tajinaste azul de Gran Canaria está presente en simbiosis e incluso sustituyendo al monteverde en zonas de mayor insolación.
En la fauna existe un insecto social que no pasa desapercibido, el abejorro canario, bien presente en toda la isla y especialmente en estas cotas.

### Pinar

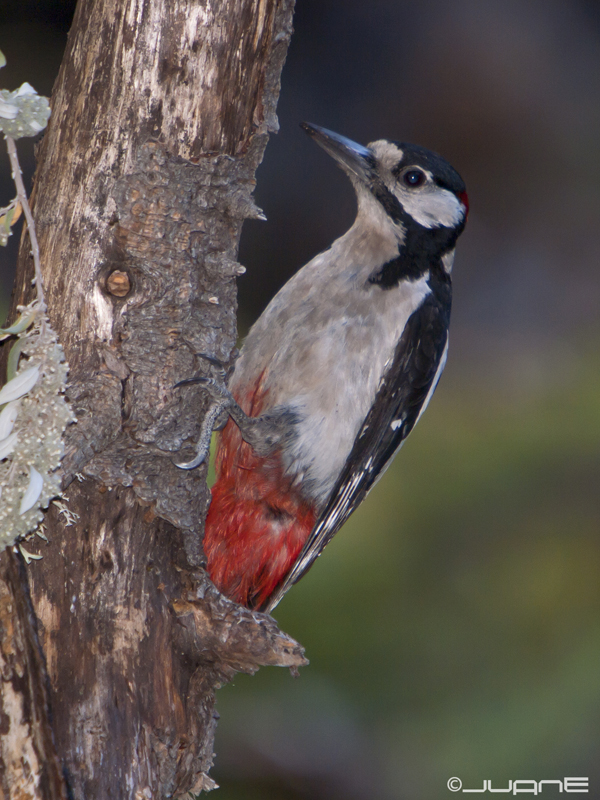
Picapinos

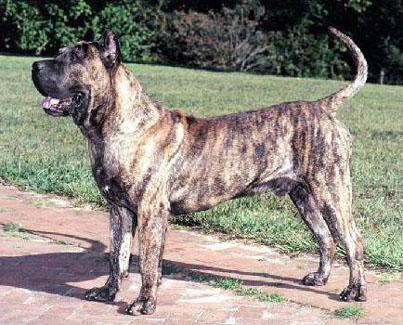
Presa canario

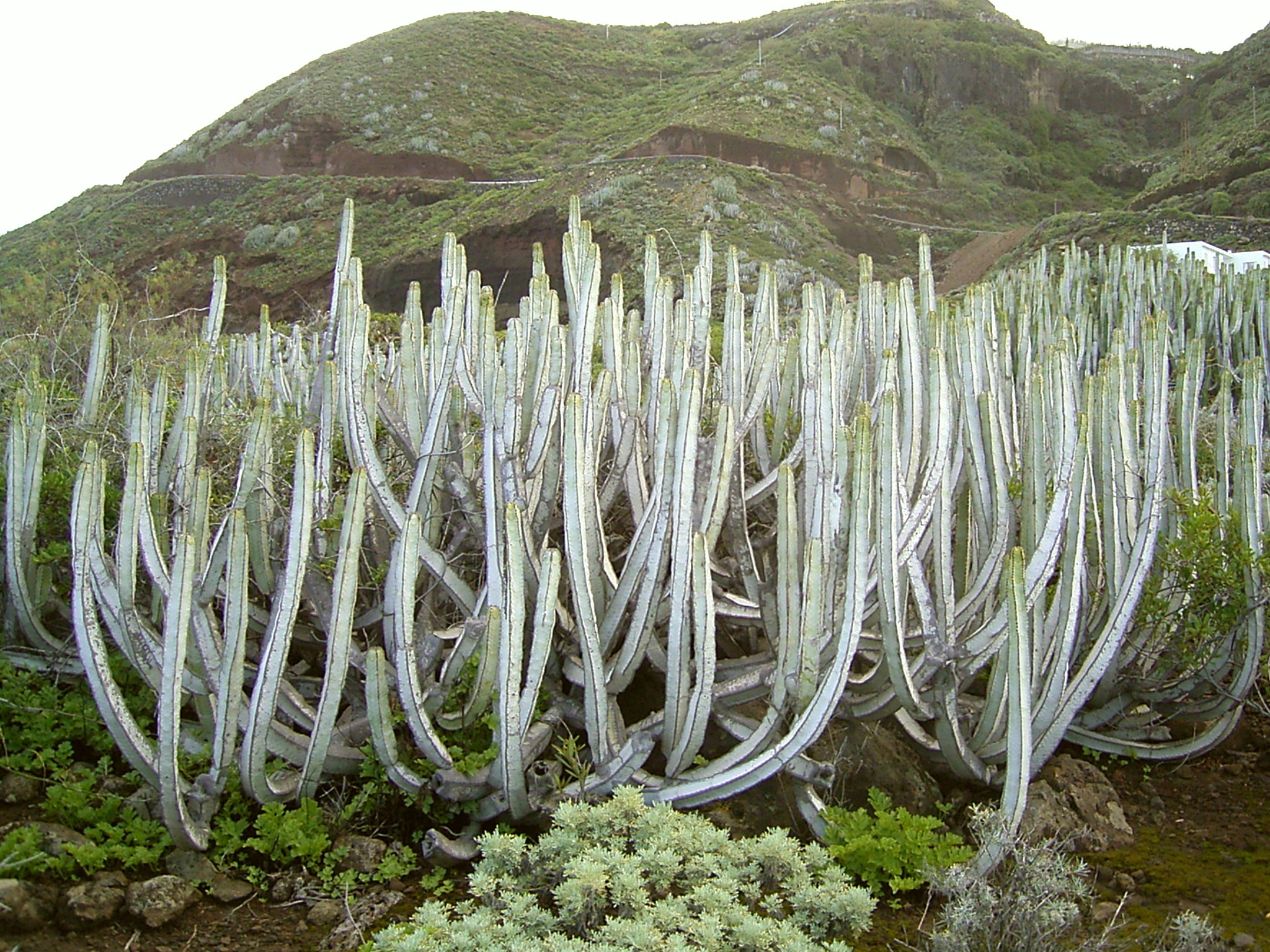
Cardón

Desde 600 a 1000–1956 m, dependiendo de la orientación. El pino canario ocupa grandes extensiones, generalmente abiertas, con ejemplares de más de 20 m, y un sotobosque casi siempre escaso, raramente asociado a otras especies arbóreas. Existe una menor influencia del mar de nubes, y una progresiva disminución de las precipitaciones en altitud. El sotobosque puede estar constituido por fayal-brezal en la vertiente norte; por retama amarilla y codesos, en la cumbre; y por escobones, jaras y jarones, en la vertiente meridional.
La fauna es poco diversa, pero existen dos aves endémicas de particular atractivo como el pinzón azul (Fringilla polatzeki) y el pico picapinos (Dendrocopos major thanneri).

### Símbolos naturales de la isla
Según una ley del Gobierno de Canarias, los símbolos naturales de Gran Canaria desde 1991 son el perro de presa canario y el cardón.

### Espacios naturales protegidos
La isla de Gran Canaria cuenta con 33 espacios protegidos organizados en siete categorías de protección diferentes.

#### Reservas naturales integrales
- Reserva natural integral de Inagua

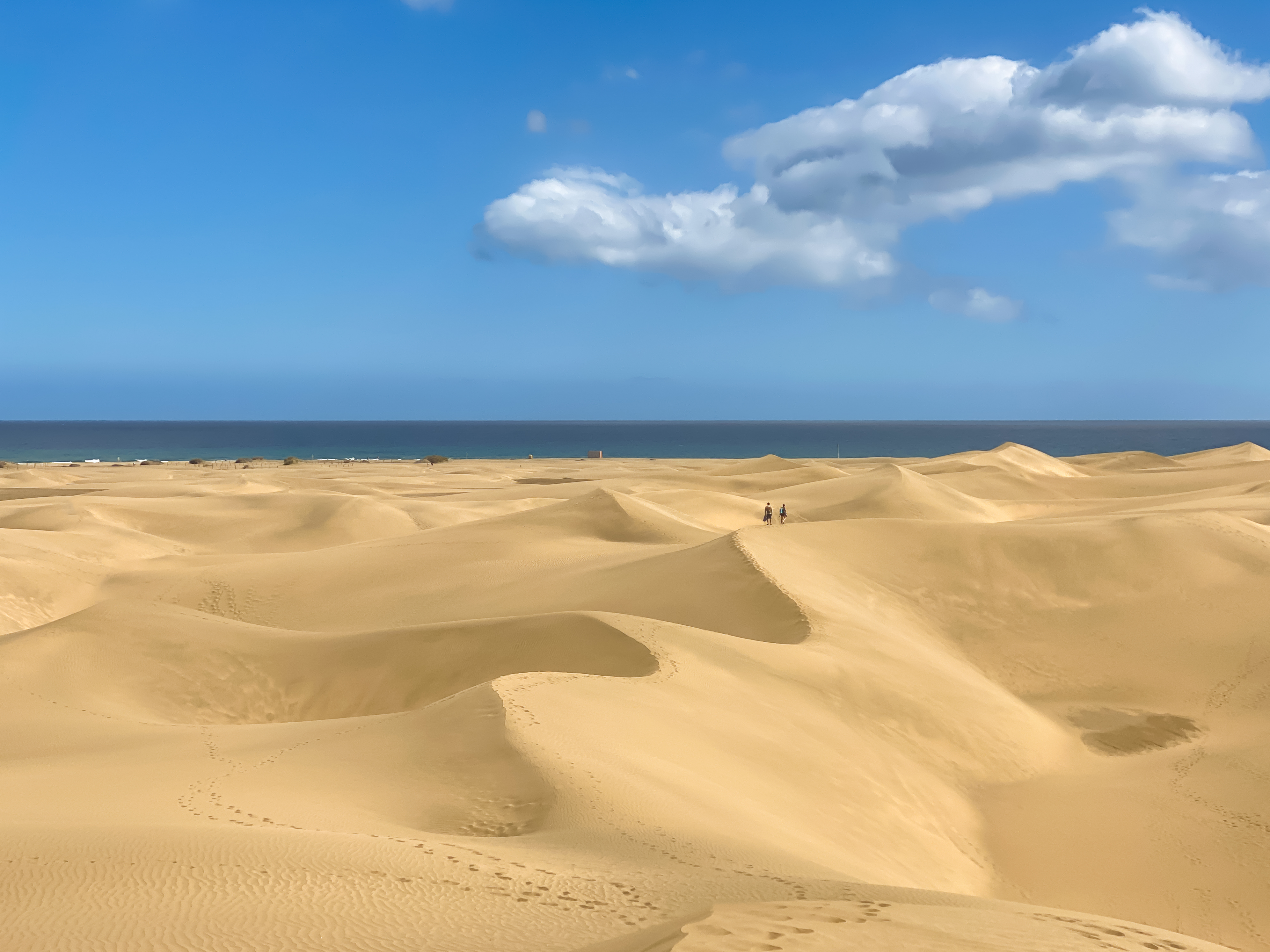
Dunas de Maspalomas

- Reserva natural integral de Barranco Oscuro

#### Reservas naturales especiales
- Reserva natural especial de El Brezal
- Reserva natural especial de Azuaje
- Reserva natural especial de Los Tilos de Moya
- Reserva natural especial de los Marteles
- Reserva natural especial de las Dunas de Maspalomas
- Reserva natural especial de Güigüi

#### Parques naturales
- Parque natural de Tamadaba
- Parque natural de Pilancones

#### Parques rurales
- Parque rural del Nublo
- Parque rural de Doramas

#### Monumentos naturales
- Monumento natural de Amagro
- Monumento natural de Bandama
- Monumento natural del Montañón Negro
- Monumento natural del Roque Aguayro
- Monumento natural de Tauro
- Monumento natural de Arinaga
- Monumento natural del Barranco de Guayadeque
- Monumento natural de los Riscos de Tirajana
- Monumento natural del Roque Nublo
- Monumento natural del Barranco del Draguillo

#### Paisajes protegidos
- Paisaje protegido de La Isleta
- Paisaje protegido de Pino Santo
- Paisaje protegido de Tafira
- Paisaje protegido de las Cumbres
- Paisaje protegido de Lomo Magullo
- Paisaje protegido de Fataga
- Paisaje protegido de la Montaña de Agüimes

#### Sitios de interés científico
- Sitio de interés científico de Jinámar
- Sitio de interés científico de Tufia
- Sitio de interés científico del Roque de Gando
- Sitio de interés científico de Juncalillo del Sur

## Gobierno y política
|  |  |

### Cabildo
El órgano de gobierno de la isla es el Cabildo Insular, creado por la Ley de Cabildos de 1912. Se trata de una figura administrativa propia de las Islas Canarias, que además de las funciones de gobierno insular presta servicios y ejerce competencias propias de la comunidad autónoma canaria. Desde mayo de 2015, el Cabildo de Gran Canaria está presidido por Antonio Morales Méndez, del partido político Nueva Canarias.

### Municipios

Mapa municipal de Gran Canaria

La isla se encuentra dividida en 21 municipios:
| Municipio                           | Superficie (km²) |
| ----------------------------------- | ---------------- |
| Agaete                              | 45,50            |
| Agüimes                             | 79,28            |
| La Aldea de San Nicolás             | 123,58           |
| Artenara                            | 66,70            |
| Arucas                              | 33,01            |
| Firgas                              | 15,77            |
| Gáldar                              | 61,59            |
| Ingenio                             | 38,15            |
| Mogán                               | 172,44           |
| Moya                                | 31,87            |
| Las Palmas de Gran Canaria          | 100,55           |
| San Bartolomé de Tirajana           | 333,13           |
| Santa Brígida                       | 23,81            |
| Santa Lucía de Tirajana             | 61,56            |
| Santa María de Guía de Gran Canaria | 42,59            |
| Tejeda                              | 103,30           |
| Telde                               | 102,43           |
| Teror                               | 25,70            |
| Valleseco                           | 22,11            |
| Valsequillo de Gran Canaria         | 39,15            |
| Vega de San Mateo                   | 37,89            |

## Demografía
La población de la isla de Gran Canaria se encuentra muy concentrada de forma desigual, sobre todo por la capital y municipios adyacentes, es decir en la zona oriental insular, mientras que en el centro y en la zona occidental la población es más bien escasa. La isla tiene una población censada de 857 1712 habitantes (2023) que la hace ser la isla más poblada de la Provincia de Las Palmas y la segunda de Canarias y de la Macaronesia, aunque la primera en densidad de población del archipiélago con 545,12 hab./km2. Gran Canaria es además, la tercera isla más poblada de España tras Tenerife y Mallorca.
El 45,5 % de la población total de la isla vive en su capital, Las Palmas de Gran Canaria (379 925) la ciudad con mayor población del archipiélago. Los municipios que le siguen en población son Telde (102 647), Santa Lucía de Tirajana (73 863), San Bartolomé de Tirajana (53 288), Arucas (36 745), Ingenio (29 640) y Agüimes (29 431). Al ser el turismo la principal actividad económica insular, ésta cuenta con una numerosa población flotante.

### Evolución demográfica
| Gráfica de evolución demográfica de Gran Canaria entre 1900 y 2021       |
|                                                                          |
| Residentes habituales oficiales según los censos de población del ISTAC. |

Gran Canaria contaba a finales del siglo XVII con 8000 habitantes y en el siglo XIX con cerca de 49 000, siempre situándose como la segunda isla canaria en población, tras Tenerife. Sin embargo, en el siglo XX, a partir de 1940, se multiplica por seis la población, convirtiéndose en la isla más poblada del archipiélago hasta el 2002, cuando Tenerife la supera de nuevo.
| Año  | Población | Densidad (hab./km²) |
| ---- | --------- | ------------------- |
| 2002 | 771 333   | 494,41              |
| 2003 | 789 908   | 506,32              |
| 2004 | 790 360   | 506,61              |
| 2005 | 802 247   | 514,23              |
| 2006 | 807 049   | 517,31              |
| 2007 | 815 379   | 522,65              |
| 2008 | 822 284   | 527,07              |
| 2009 | 831 532   | 533,00              |
| 2010 | 839 911   | 538,37              |
| 2011 | 847 263   | 543,08              |
| 2012 | 852 354   | 546,35              |
| 2013 | 853 144   | 546,85              |
| 2014 | 855 134   | 548,13              |
| 2020 | 855 521   | 548,41              |

### Religión
Al igual que ocurre en el resto de España, y según las encuestas más recientes (2019), la sociedad grancanaria se declara mayoritariamente católica, aunque la mayoría no practicante. No obstante, las crecientes corrientes migratorias (turismo, inmigración, etc.) están incrementando el número de fieles de otras religiones en la isla como el islam, el hinduismo, el budismo, confesiones cristianas evangélicas, el judaísmo y religiones afroamericanas.
La isla tiene nueve arciprestazgos pertenecientes a la diócesis de Canarias, diócesis con sede en la isla. Los arciprestazgos son Centro-Norte, Ciudad Alta, Gáldar, Guanarteme-La Isleta, Guiniguada, San Lorenzo, Sureste, Telde-Valsequillo y Vegueta.
La isla se encuentra bajo el patronazgo de la Virgen del Pino y San Pedro de Verona. El día 8 de septiembre es festivo en la isla con motivo de la festividad de la Virgen del Pino.

## Economía
El gran motor económico de la isla es el turismo, que ha dado un fuerte impulso al sector de la construcción. La actividad comercial es igualmente reseñable, particularmente en torno a la zona portuaria de la capital. Existe un pequeño sector industrial, centrado sobre todo en la producción agroalimentaria, de manufacturas ligeras y de cemento. La agricultura sigue siendo importante en algunas comarcas rurales, aunque en menor medida que hace unos años.

### Núcleos turísticos

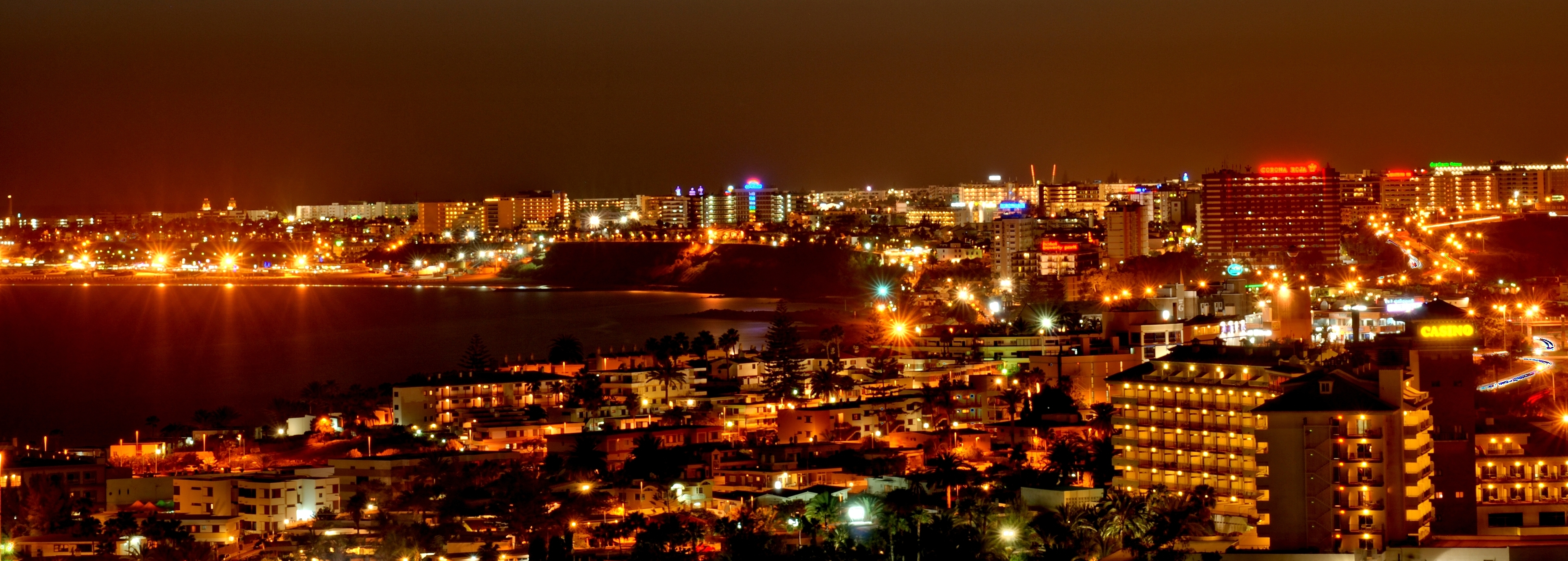
Playa del Inglés y San Agustín

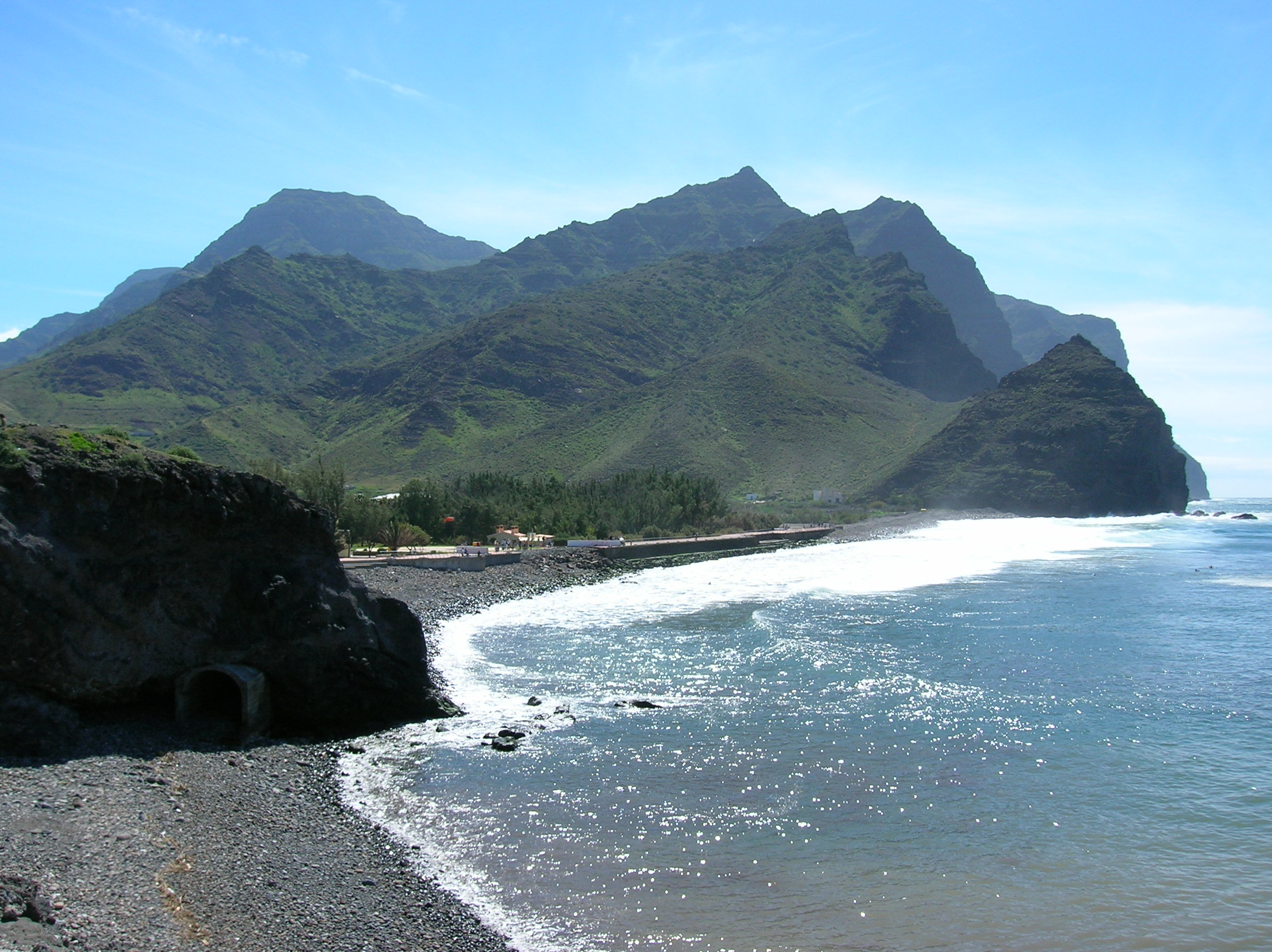
Playa de La Aldea

La isla recibe anualmente más de 4 millones de turistas, siendo en este respecto el segundo destino turístico del archipiélago. El turismo en la isla de Gran Canaria es fundamentalmente de playa, aunque en los últimos años se ha experimentado un cierto auge del turismo rural, así como el turismo de golf, deportes acuáticos, senderismo, ciclismo y salud. Aparte de la capital, los principales centros turísticos insuares son, San Agustín, con una playa natural de arena de 640 m de largo y 70 de ancho, Playa del Inglés, el mayor centro turístico de la isla, con una playa natural de 2700 m, Maspalomas, con tres ecosistemas; las dunas, un amplio palmeral y la laguna costera conocida por la Charca, constituyen la reserva natural especial, cuya conservación peligra debido a que el propio desarrollo urbanístico impide su regeneración, Meloneras, situada entre el Faro de Maspalomas y la playa de Meloneras es actualmente la zona de mayor expansión turística, Puerto Rico, playa artificial creada en la década de 1960 y el Puerto de Mogán. Todas estas acciones de construcción han acabado con casi el total del piso basal.

### Agricultura
Destacan los cultivos de regadío de plátano y tomate, destinados a la exportación. El tomate se cultiva en el sureste y el suroeste, existiendo grandes propietarios que utilizan mano de obra aparcera (hasta hace pocas décadas fueron relativamente frecuentes los conflictos sociales en este sector). El plátano se cultiva en la zona norte. Cabe destacar la importancia de la agricultura en la zona oeste, siendo La Aldea de San Nicolás uno de los principales municipios exportadores del tomate del archipiélago
En las medianías se dan los cultivos de secano de cereales, leguminosas y papas, siendo todos ellos para el abastecimiento interno. Los cultivos de medianías han sufrido un gran retroceso en las últimas décadas.

## Infraestructuras y servicios
Las principales vías de comunicación de la isla con el exterior son a través de su aeropuerto internacional y sus puertos, siendo estos una importante vía de comunicación marítima interinsular. La red viaria de la isla tiene como punto neurálgico la ciudad de Las Palmas de Gran Canaria. Las carreteras interiores tienden a organizarse siguiendo la orografía de la isla, por los barrancos principales hasta la zona central.

### Aeropuerto

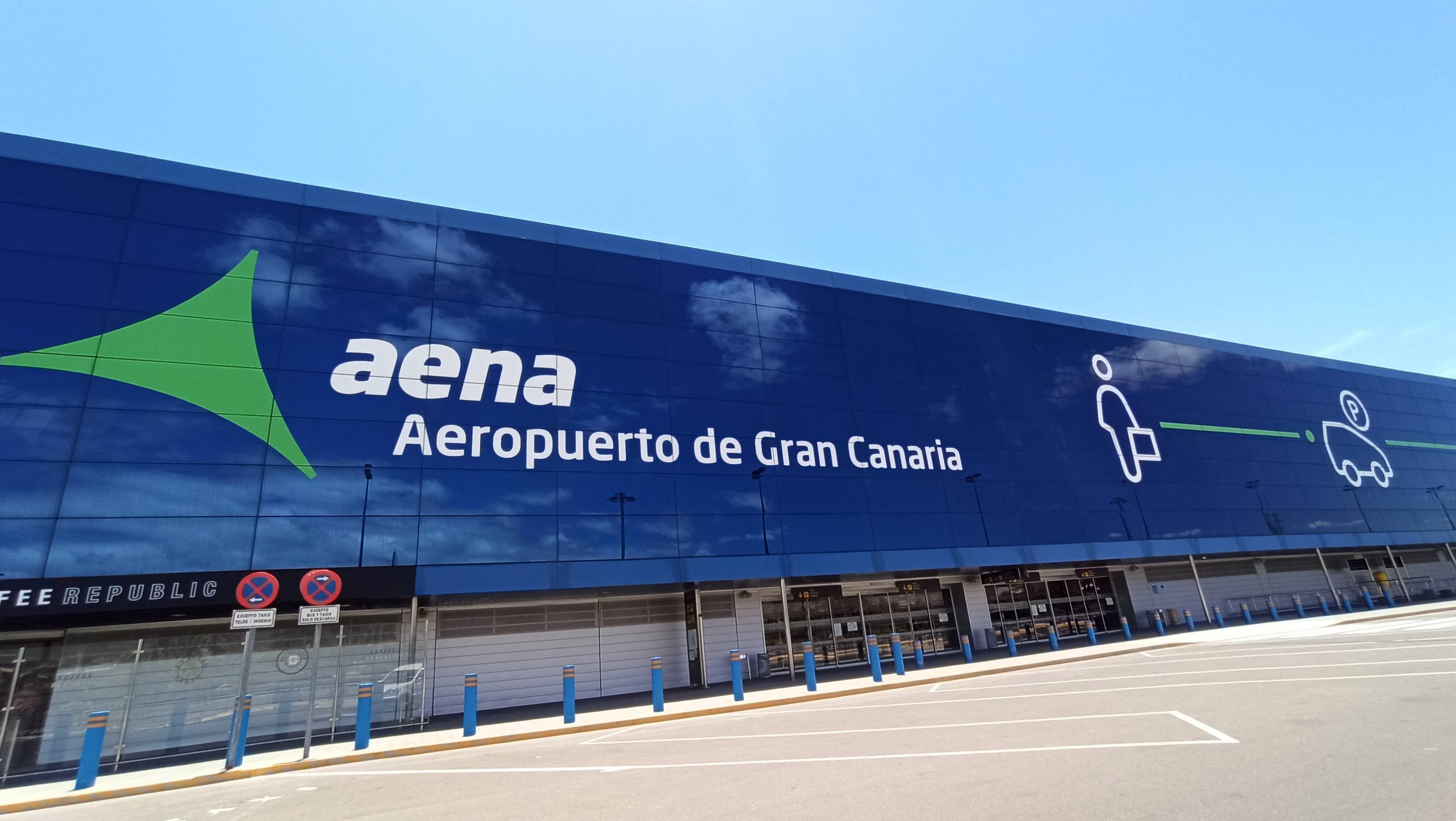
Aeropuerto Internacional de Gran Canaria (Terminal de salidas)

El aeropuerto de Gran Canaria, antiguamente conocido como aeropuerto de Gando, está situado a unos 20 km de la capital, en la vertiente este de la isla, entre los municipios de Telde e Ingenio.
Los orígenes del aeropuerto se remontan a finales de la Primera Guerra Mundial, momento en el que surge una línea aérea que une Francia con sus colonias africanas y con Sudamérica. El nombre de las Islas Canarias empieza a sonar como punto de escala en esta ruta. En 1933 se realiza el primer vuelo con pasajeros y en 1935 esta ruta se convierte en la línea Madrid - Canarias. El primer edificio terminal data del periodo que va desde 1944 a 1946, declarándose en este año como aeropuerto abierto al tráfico nacional e internacional, y se califica como aduanero.
En 2015, el aeropuerto de Gran Canaria recibió más de 10 600 000 pasajeros, convirtiéndolo en el principal aeropuerto de Canarias. Además, es uno de los pocos aeropuertos que en 2014 obtuvieron beneficios, según declaró AENA.

### Puertos

#### Puerto de La Luz

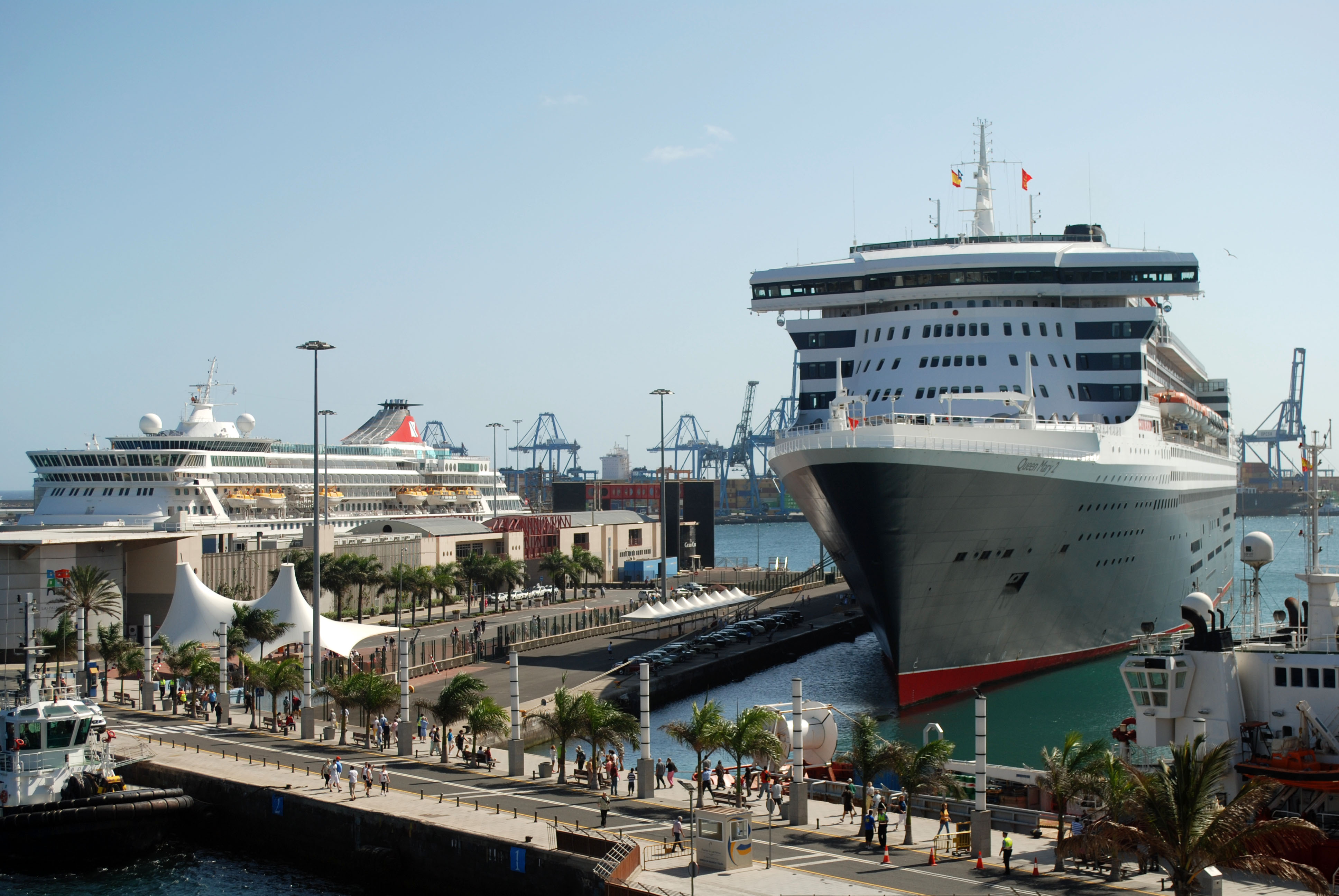
Puerto de La Luz y de Las Palmas, con el buque de crucero Queen Mary 2

El Puerto de La Luz y de Las Palmas, es un puerto pesquero, comercial, de pasaje y deportivo enclavado en la ciudad de Las Palmas de Gran Canaria. Su estratégica situación geográfica, las excelentes condiciones de su bahía y la calidad de sus servicios hacen del Puerto de La Luz una encrucijada marítima entre África, América y Europa. Tal es así, que desde el puerto de Las Palmas de Gran Canaria, puede llegarse a unos 380 puertos de todo el mundo, gracias a una treintena de líneas marítimas de pasaje y carga que con ellos le conectan.
Algunos datos a destacar son:
- Comercial/Contenedores

En cuanto a TEUs anuales, el puerto capitalino ostenta el primer puesto de África Occidental con 1 292 741 TEUs en 2011.
- Cruceros/Pasaje

En el año 2011 fue galardonado por la prestigiosa revista internacional Dream World Cruise Destinations con el premio al puerto con la mejor conexión, ofertas de transporte, hoteles, manejo de equipajes y nivel turístico mundial en la categoría Best Turnaround Port Operations 2010 en dura competencia con los puertos de Barbados, Dubái, Fort Lauderdale, Montreal, Johannesburgo y Vancouver. En el mismo año, tuvo un tráfico total de 1 224 351 pasajeros, de los cuales 425 881 fueron de cruceros turísticos.
- Pesca

Al encontrarse sobre los ricos caladeros africanos y por sus infraestructuras, es el primer puerto pesquero de la zona, con un movimiento de 538 234 toneladas de pescado congelado en 2011.

#### Puerto de Las Nieves

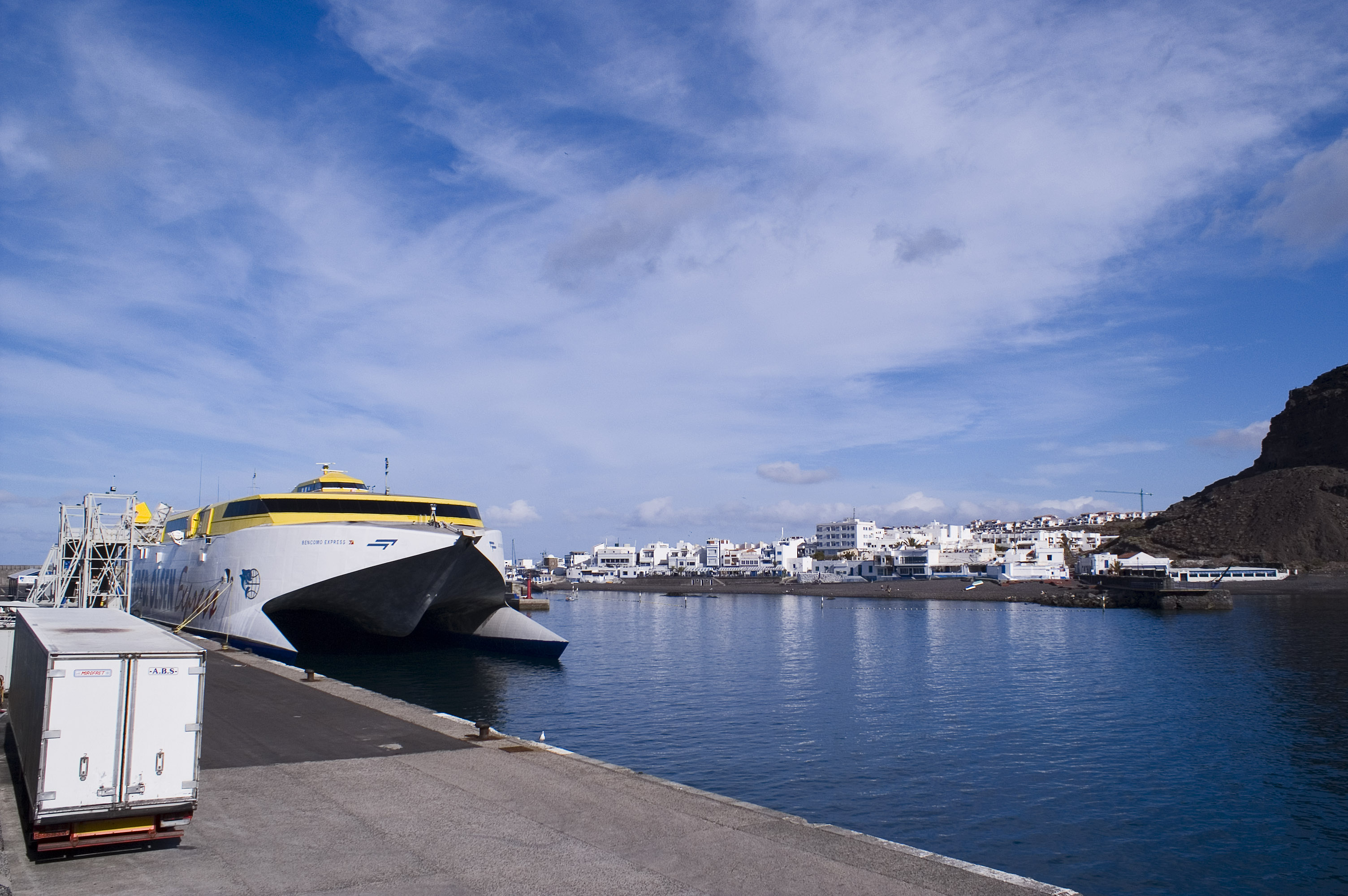
Puerto de Las Nieves, Agaete

El Puerto de Las Nieves está situado en el municipio de Agaete, al noroeste de la isla y a unos 30 kilómetros de la capital. Es un pequeño puerto pesquero y de tránsito de pasaje y carga, comunicado regularmente por ferry con la cercana isla de Tenerife, siendo la vía más importante de comunicación marítima entre ambas islas.

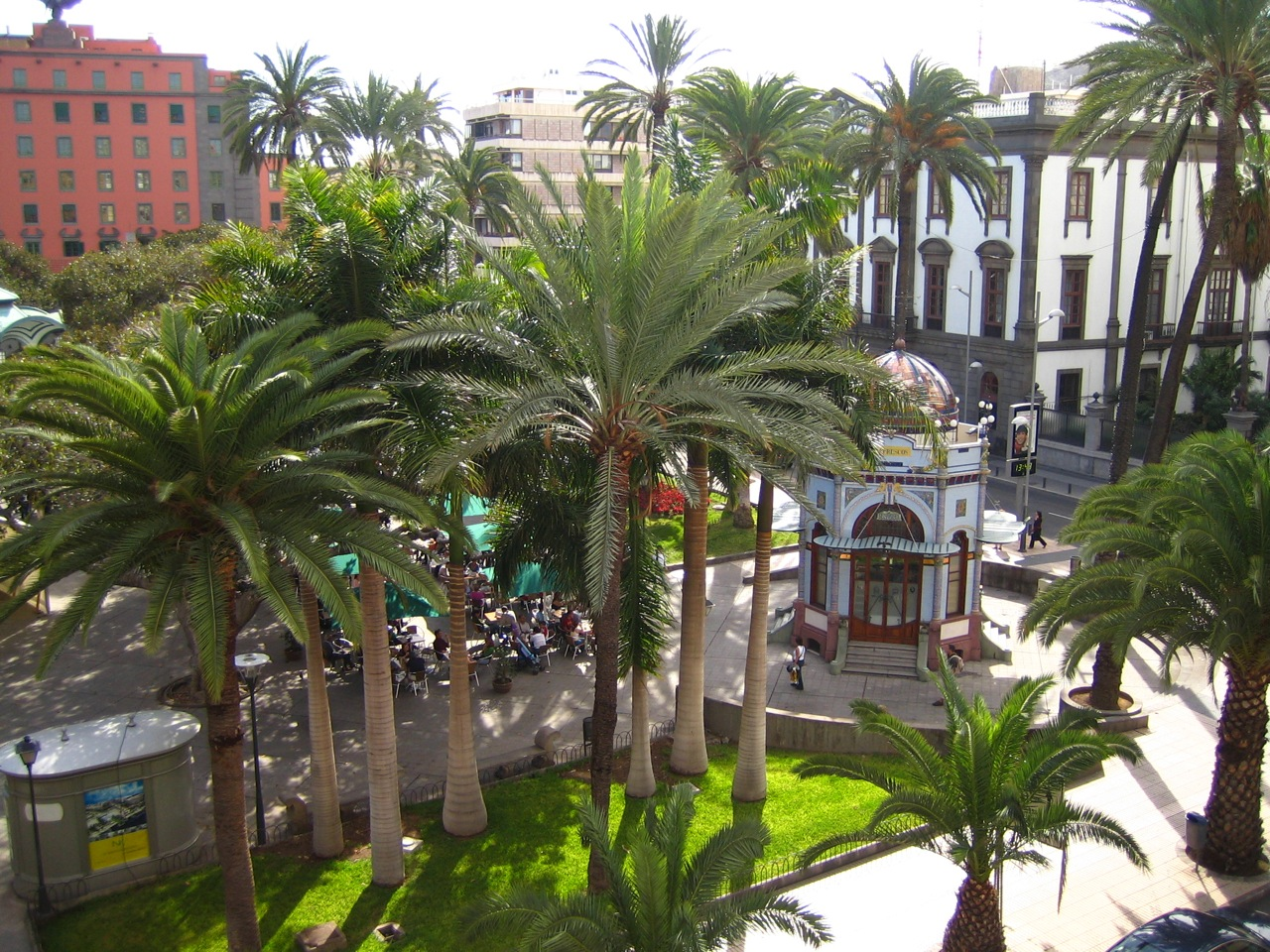
Parque de San Telmo, donde se ubica una de las estaciones de guaguas de la ciudad

### Carreteras
Entre las principales vías de comunicación cabe destacar el sistema de autopistas-autovías: la autopista GC-1 es el principal eje insular, que comunica Las Palmas de Gran Canaria con la zona turística del sur a través del litoral suroriental; la autovía GC-2, que comunica la capital insular con Agaete, vertebra la vertiente norte; y la Circunvalación de Las Palmas de Gran Canaria, que discurre por el área metropolitana de la ciudad, está formada por las autovías GC-3; GC-4; GC-23 y GC-31.

### Guaguas

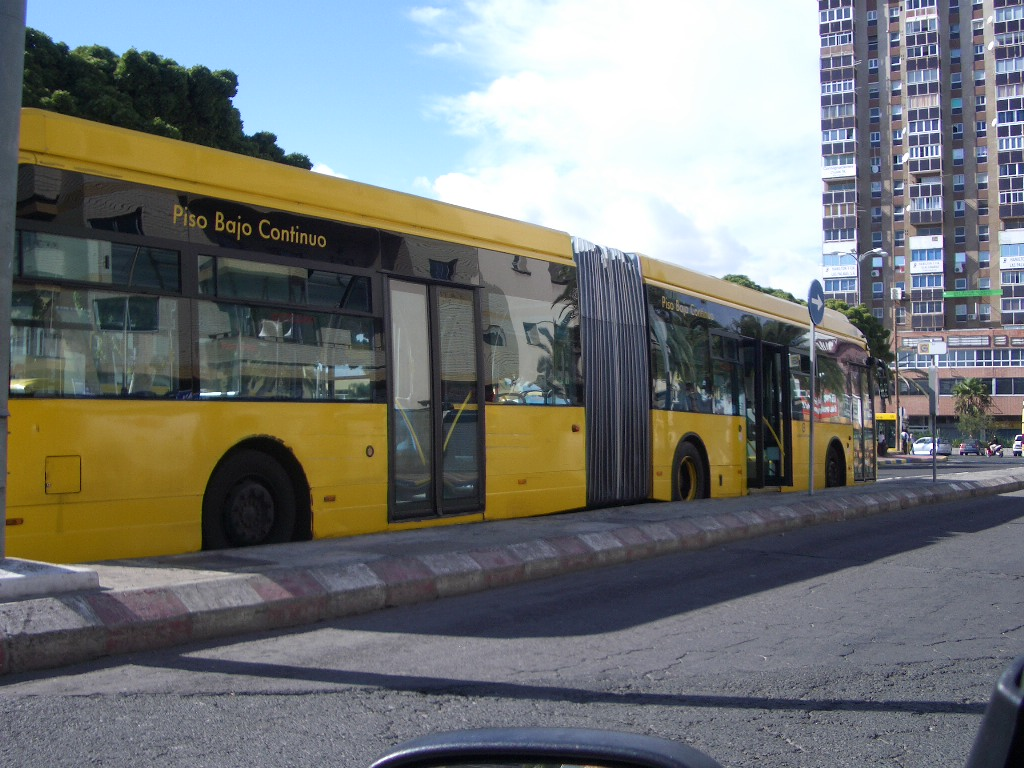
Guagua articulada de Guaguas Municipales

Actualmente existen varias empresas de transporte de viajeros por carretera en Gran Canaria. Las de mayor volumen de trabajo son: Global y Guaguas Municipales.

#### Global
Es una empresa de economía social canaria dedicada al transporte de viajeros interurbano. Cuenta con 760 trabajadores, una flota de más de 305 vehículos y más de 120 líneas que cubren todo el territorio insular, transportando a más de 23 millones de viajeros anualmente. La mayor parte de sus rutas comienzan o acaban en una de las estaciones de Las Palmas de Gran Canaria. La empresa dispone además de cocheras en el barrio capitalino de La Paterna, en Vecindario, Arucas, Gáldar y junto al Ocean Park de Maspalomas.

#### Guaguas Municipales
Guaguas Municipales es la compañía de transporte público del municipio de Las Palmas de Gran Canaria. Cuenta con más de 680 trabajadores. Su flota es de unos 230 vehículos, de los cuales 35 son articulados, y con 42 líneas que enlazan los distintos puntos de la capital. El 85 % de la flota está adaptada a personas con movilidad reducida.

### Tren
El Tren de Gran Canaria (TGC) es un proyecto de ferrocarril propuesto como alternativa de transporte para ir desde Arucas hasta la capital insular, desde donde continuaría su camino en dirección sur hasta Maspalomas. Hasta el momento ya ha salido a concurso el tramo Las Palmas de GC - Maspalomas, estando en estudio el tramo desde la capital hasta Agaete.

## Cultura

### Gastronomía

#### Vinos
El cultivo de la vid en Gran Canaria se remonta a finales del siglo XV, momento en que llegan las primeras cepas de viñas procedentes de Creta. Ya durante el siglo XVI, los caldos canarios, por su calidad y prosperidad, comienzan a exportarse hacia Inglaterra, Flandes, Hamburgo y el Nuevo Mundo. Hacia la mitad del siglo, el vino en Gran Canaria juega un papel fundamental en la economía isleña, pasando a convertirse en el producto principal de exportación ante la caída del cultivo de caña de azúcar. Sin embargo, esta situación privilegiada pronto se verá perjudicada debido a la coyuntura internacional: esto es, la guerra de sucesión a la Corona española. Los ingleses darán preferencia a los vinos portugueses, minando así definitivamente la producción y el comercio de los vinos canarios prácticamente hasta hoy en día.
La actual denominación de origen Gran Canaria se consiguió en enero de 2006, tras la unificación de las dos denominaciones de origen existentes en la isla con anterioridad; D.O. Monte Lentiscal y D.O. Gran Canaria, obtenidas en noviembre de 1999 y mayo de 2000 respectivamente.

#### Quesos
El queso es uno de los productos que más se consume en el archipiélago. En Gran Canaria se cuenta con una amplia variedad de quesos, normalmente artesanales, que dependiendo de la leche o mezcla de leches que se use, del cuajo con el que se elabora y también del tiempo destinado para su elaboración, se obtienen diversos quesos grancanarios. Contando algunos de ellos, en la comarca noroeste, con denominación de origen protegida. Estos quesos son característicos de los municipios de Gáldar, Santa María de Guía y Moya.

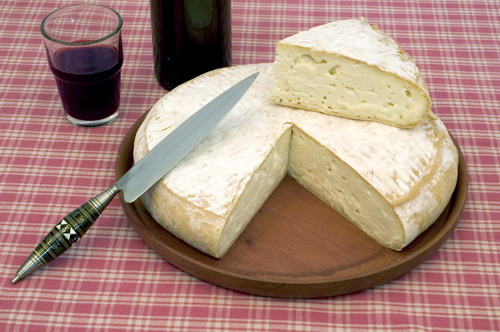
Queso de flor y cuchillo canario, característico de la isla y uno de sus símbolos de identidad

- Queso de flor y cuchillo canario, característico de la isla y uno de sus símbolos de identidadQueso de flor: producto con denominación de origen, que sigue un peculiar sistema para cuajar la leche, utilizando la flor de cardo o pelusa, como cuajo vegetal, obteniéndose un queso muy frágil debido a su corteza fina y elástica, que puede tener pequeñas grietas. La pasta es de textura muy cremosa, casi fundente según maduración, con olores y aromas que recuerdan a pastos y en ocasiones a frutos secos. En el paladar predomina el sabor amargo, con una persistencia media-alta, pudiendo aparecer un post-gusto picante.
- Queso de media flor: con denominación de origen, se elabora con 50 % de cuajo vegetal y 50 % de cuajo animal. La textura de la pasta es cremosa en quesos jóvenes, adquiriendo firmeza con la maduración; Olores y aromas lácticos, como mantequilla fresca y notas vegetales. El sabor y post-gusto amargo no es tan intenso como el queso de flor, apareciendo sensaciones picantes, ardientes y astringentes en los quesos más curados.
- Queso de guía: también con denominación de origen, y elaborado totalmente con cuajo animal. Su textura es blanda en quesos semicurados, dura en los curados, y quebradiza en los añejos. Al degustarlo, percibiremos aromas de la familia láctica (leche, cuajada, mantequilla) y animal (cuero, cuajo), apareciendo a veces notas de la familia vegetal (paja seca, pastos). El sabor es equilibrado, ligeramente salado y ácido y con un toque amargo. Destaca su regusto picante y ardiente, en ocasiones también astringente, que se van intensificando con la maduración.

### Museos
Gran Canaria cuenta con diversos recintos museísticos de diferente naturaleza que están bajo el dominio de distintas instituciones. Algunos de los más destacados son:

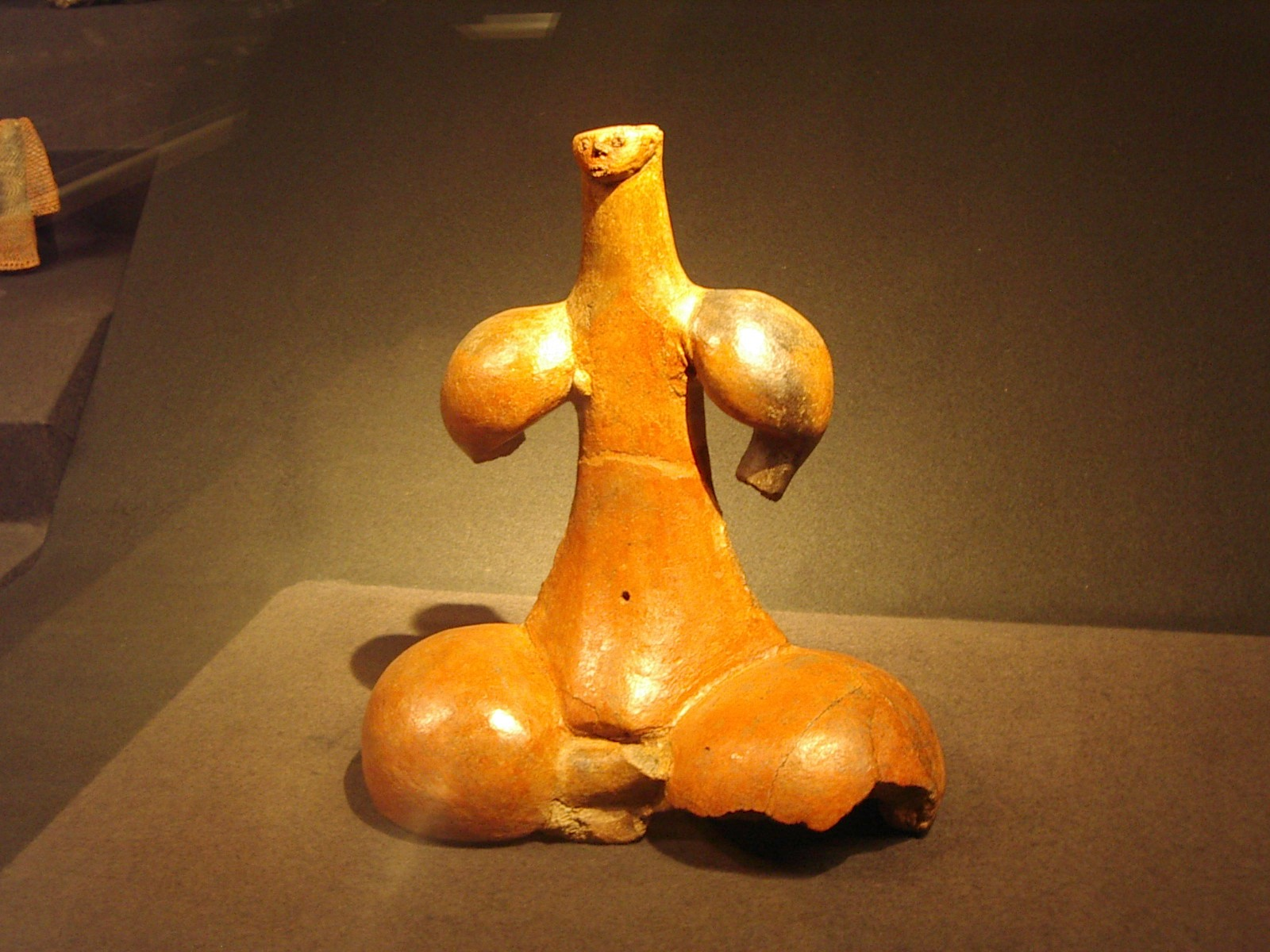
Ídolo de Tara, en El Museo Canario, Las Palmas de Gran Canaria

- El Museo Canario, localizado en Las Palmas de Gran Canaria, es una Institución científica y cultural fundada en 1879, donde se conservan, estudian y exhiben colecciones de materiales arqueológicos y etnográficos y creaciones artísticas, junto con una Biblioteca y Archivo especializado en temas canarios.
- Casa de Colón, enclavado en el barrio histórico de Vegueta, este conjunto arquitectónico, entre los que se encuentra la antigua casa de los Gobernadores de la Isla, visitada por Cristóbal Colón durante el Primer Viaje a América (1492), muestra el papel de Canarias en el Descubrimiento, así como pinturas de los siglos XVI al XIX.
- CAAM - Centro Atlántico de Arte Moderno, también situado en el barrio histórico de Vegueta, tiene como misión la interpretación de las vanguardias históricas y las manifestaciones más actuales del arte. Para ello mantiene una continua línea de exposiciones temporales, en solitario o en colaboración con los principales centros de arte del mundo, que incluyen tendencias y artistas esenciales del arte del siglo XX.

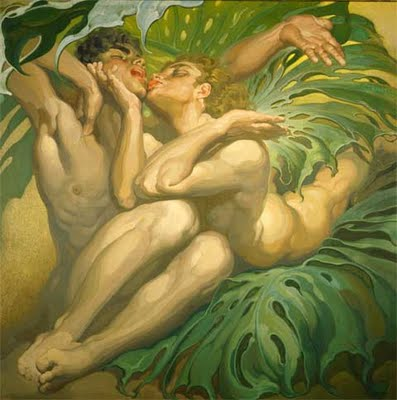
Primavera en Museo Néstor

- Museo Néstor, con domicilio en Las Palmas de Gran Canaria, exhibe la obra de Néstor Martín-Fernández de la Torre (1887-1938), uno de los pintores simbolistas canarios más prestigiosos, y de los más singulares del movimiento europeo. Aparte de sus más importantes lienzos, se exhiben; retratos, paisajes; diseños para teatro, arquitectura, artesanía, dibujos, bocetos. El museo forma parte del conjunto arquitectónico llamado Pueblo Canario, que incluye también servicio de restauración y comercios, en un estilo denominado neocanario, realizado por un hermano del artista, Miguel Martín-Fernández de la Torre.
- Museo Elder de la Ciencia y la Tecnología, situado en la capital grancanaria, el carácter interactivo y didáctico de la mayoría de sus más de veinte espacios dedicados a reconstruir y reproducir los grandes avances científicos de la humanidad forman parte de este centro de divulgación científica interactivo, que tiene por lema «prohibido no tocar».
- Museo y Parque Arqueológico Cueva Pintada, localizado en Gáldar, este recinto ofrece una propuesta museística en torno a uno de los yacimientos arqueológicos más representativos de la isla de Gran Canaria. Se trata de una cueva artificial excavada en la toba volcánica y cuyas paredes aparecen decoradas con frisos de motivos geométricos. No menos espectacular es el poblado que se ha descubierto a su alrededor tras más de veinte años de excavaciones arqueológicas.

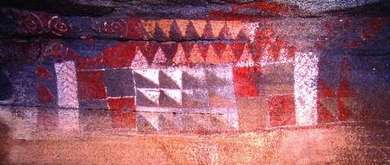
Pintura rupestre geométrica, en el museo y parque arqueológico Cueva Pintada, Gáldar

- Museo de Guayadeque, enclavado en el barranco de Guayadeque, entre Ingenio y Agüimes, en un lugar de alto valor arqueológico, donde se muestran distintos elementos de lo que se encuentra en dicha zona: arqueología, arquitectura, geología, fauna, flora y tradiciones.
- Museo de la Zafra, situado en Vecindario, Santa Lucía de Tirajana, este complejo museográfico muestra la historia de la agricultura en esta zona de la isla, centrándose en el cultivo del tomate.
- Casa-Museo Antonio Padrón, en pleno centro de la ciudad de Gáldar y no muy lejos de la Cueva Pintada. El museo tiene su sede en la misma casa del artista canario, donde se muestran sus obras y otros lugares de la antigua propiedad del pintor.
- Casa-Museo Pérez Galdós, localizado en pleno centro de la ciudad de Las Palmas de Gran Canaria, es la casa natal de Benito Pérez Galdós, donde vivió hasta los diecinueve años. En sus salas se muestran muebles, obras de arte, fotografías, objetos decorativos, instrumentos musicales, etc., de Pérez Galdós que nos dan testimonio de los espacios físicos del entorno cotidiano del novelista y nos sitúan en el ambiente del siglo XIX.
- Museo Néstor Álamo, el museo de don Néstor Álamo, músico canario, se encuentra en la localidad de Santa María de Guía.
- Museo de la Rama, enclavado en Agaete, está dedicado a la tradicional fiesta de la Bajada de la Rama.
- Museo de la historia y las tradiciones de Tejeda, el museo está a las afueras del pueblo de Tejeda.
- Museo de la historia de Agüimes, se encuentra en el centro de Agüimes y cuenta la historia del municipio.
- Museo Abraham Cárdenes, situado en Tejeda, en él se exponen las obras del escultor Abraham Cárdenes.
- Casa-Museo Tomás Morales, el museo se encuentra en el pueblo de Moya en la casa natal del poeta Tomás Morales.
- Museo de la Zafra, se encuentra en el municipio de Santa Lucía de Tirajana, aspectos más importantes de la reciente historia del municipio de Santa Lucía, relacionados con el cultivo y empaquetado del tomate en la zona baja del municipio.

### Monumentos históricos

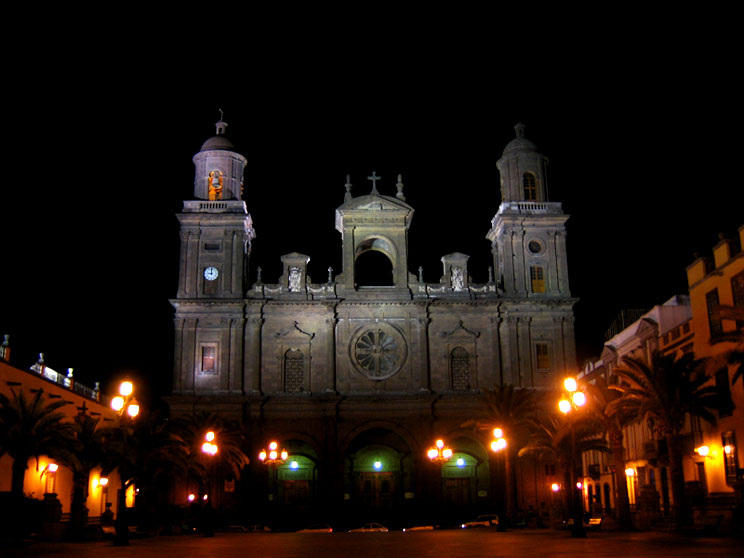
Catedral de Canarias

La mayor parte de los monumentos que se pueden ver en Gran Canaria son posteriores a la época de la conquista, aunque se han podido preservar algunos yacimientos y lugares pertenecientes a los aborígenes de la isla (Cueva pintada de Gáldar, el Cenobio de Valerón en Santa María de Guía).
Algunos monumentos reseñables son:
- La Catedral de Canarias, ubicada en Las Palmas de Gran Canaria.
- La Basílica de Nuestra Señora del Pino Patrona de la diócesis de Canarias.
- La Basílica de San Juan Bautista (Telde).
- La Parroquia de San Francisco de Asís (Las Palmas de Gran Canaria)
- La iglesia de San Juan Bautista (conocida como la catedral de Arucas, a pesar de no ser catedral).
- La iglesia de Santiago de Los Caballeros, única sede Jacobea de Canarias.

También en la capital insular, en el barrio histórico de Vegueta, se hallan monumentos a destacar:
- El Museo Canario.
- El rectorado de la Universidad de Las Palmas de Gran Canaria
- La plaza Mayor de Santa Ana.
- La plaza del Espíritu Santo.
- La Casa de Colón.
- La ermita de San Antonio Abad (donde Cristóbal Colón rezó antes de continuar su primer viaje a América).
- El Museo Diocesano de Arte Sacro de Las Palmas de Gran Canaria.
- La Casa Regental, junto al ayuntamiento (históricamente residencia de los Capitanes Generales de las islas y los Regentes de la Real Audiencia de Canarias; en la actualidad sede de la Sala de Gobierno del Tribunal Superior de Justicia).

Otras edificaciones de interés son las fortificaciones:
- Los castillos de La Luz, Mata, San Francisco y San Cristóbal, todos ellos en la capital.
- La Casa Fuerte de Agaete o casa Roma (edificada en 1481 y por tanto una de las construcciones castellanas más antigua de la isla).[72]

### Fiestas

#### Festividad de Nuestra Señora del Pino

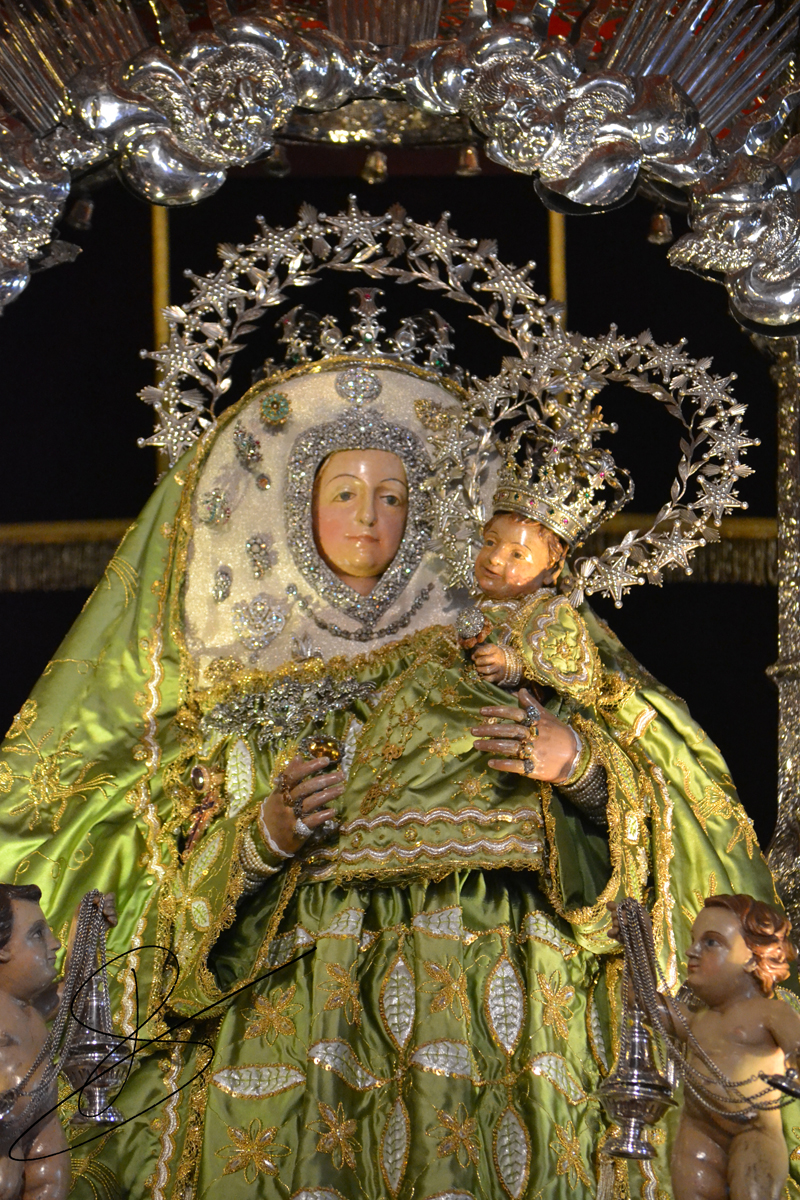
Virgen del Pino, patrona de la isla

La fiesta principal de la isla es el 8 de septiembre en honor de la Virgen del Pino en Teror, patrona de la diócesis de Canarias, que comprende la Provincia de Las Palmas. En esta fiesta se desarrollan actos muy característicos e incluso únicos como es la Bajada de la imagen de la Virgen del Pino desde su camarín hasta su trono procesional. Otro acto a destacar en la fiesta es la tradicional Romería-Ofrenda que se celebrada el día 7 de septiembre con la participación de todos los municipios de la isla y con una representación del cabildo de Gran Canaria. La Villa Mariana de Teror es, además, el centro neurálgico de Gran Canaria manifestado en las peregrinaciones oficiales multitudinarias celebradas a lo largo de todo el año, haciendo hincapié sobre todo la Víspera de la Festividad de Nuestra Señora del Pino en que, personas llegadas desde todos los puntos de la isla peregrinan a la Villa de Teror.

#### Exaltación de la Santa Cruz
En Gran Canaria, esta Festividad Litúrgica gira en torno al Cristo de Telde celebrada cada 14 de septiembre en la Ciudad de Telde.

#### Semana Santa
La Semana Santa más importante y característica de la isla de Gran Canaria es la Semana Santa de Las Palmas de Gran Canaria.
- El Domingo de Ramos, tiene lugar la procesión de La Burrita que sale de la parroquia de San Telmo. Por la tarde, tiene lugar desde la iglesia de Santo Domingo de Guzmán en el barrio capitalino de Vegueta, la salida procesional con Estación Penitencial en la Catedral de Canarias de la Real e Ilustre Hermandad y Cofradía de Nazarenos de Nuestro Padre Jesús de la Salud y María Santísima de la Esperanza de Vegueta.
- El Martes Santo tiene lugar la procesión de María Santísima de los Dolores de Triana, realizandose hasta el 2019 el Miércoles Santo coincidiendo con la procesión del Santo Encuentro de Vegueta, con su Hermandad Sacramental y Cofradía de María Santísima de Los Dolores de Triana, Nuestra Señora de las Angustias y San Telmo, que procesiona desde la parroquia de San Telmo y haciendo Estación de penitencia en el Convento San Antonio de Padua (Franciscanos) que se encuentra en la calle Perdomo.
- El Miércoles Santo la tradición marca la salida procesional desde la parroquia de Santo Domingo de Guzmán en el barrio capitalino de Vegueta, la Real, Ilustre e Histórica Hermandad del Santo Encuentro de Cristo con la Cruz a Cuestas y Nuestra Señora de los Dolores de Vegueta Coronada, en el que procesionan las imágenes del Cristo con la Cruz a Cuestas y Nuestra Señora de los Dolores de Vegueta Coronada conocida como la del Miércoles (obra de José Luján Pérez), San Juan Evangelista, Santa Verónica y Santa María Magdalena. Esta Procesión del Encuentro hacen estación de penitencia en la Catedral de Canarias, después del encuentro oficial de los tronos en la plaza de Santa Ana.
- El Viernes Santo, las calles de Las Palmas de Gran Canaria se llenan de actos religiosos y procesiones que a lo largo del día se efectúan de manera fervorosa. El Viernes Santo de madrugada desde la ermita del Espíritu Santo tiene lugar la procesión del Vía Crucis con la imagen del Santísimo Cristo del Buen Fin recorriendo las calles del barrio histórico de Vegueta.

En la mañana desde la Catedral de Canarias, da lugar la procesión de Las Mantillas con las imágenes del Santísimo Cristo de la Sala Capitular y la Dolorosa de Luján Pérez.
En la tarde del Viernes Santo tiene lugar la procesión del Santo Entierro, vulgo Magna Interparroquial, donde salen los pasos de las parroquias de Santo Domingo de Guzmán, San Agustín y San Francisco de Asís. Desde la iglesia de Santo Domingo de Guzmán procesionan: el Santísimo Cristo Predicador y Santa María Magdalena, el Santísimo Cristo del Granizo, el Cristo con la Cruz a Cuestas, Santa Verónica y Santa María Magdalena estos 3 últimos pertenecientes a la Real, Ilustre e Histórica Hermandad del Santo Encuentro de Cristo con la Cruz a Cuestas y Nuestra Señora de los Dolores de Vegueta Coronada. La Virgen de Los Dolores de Vegueta Coronada participa cada 5 años en esta procesión y se le conoce con el lema Cada 5 Años cruza el puente debido a que antiguamente la carretera que hoy separa el barrio de Triana y Vegueta era un barranco por el que pasaba un puente. Desde la iglesia de San Agustín procesionan: el Santísimo Cristo de la Vera Cruz, San Juan Evangelista y Nuestra Señora de los Dolores conocida también como La Genovesa. Desde la parroquia de San Francisco de Asís y Santuario Mariano de Nuestra Señora de la Soledad procesionan: Santísimo Cristo de la Agonía en el Huerto, el Santísimo Cristo de la Humildad y Paciencia conocido como Lágrimas de San Pedro, la Santa Cruz desnuda con San Juan Evangelista y Santa María Magdalena, el Santo Sepulcro y Nuestra Señora de la Soledad de la Portería Coronada con su Pontificia y Real Archicofradía. Nuestra Señora de la Soledad de la Portería es la imagen más venerada de la ciudad de Las Palmas de Gran Canaria y goza de una gran devoción de personas venidas de distintos lugares de las islas. Es además la única dolorosa coronada canónicamente en el Archipiélago Canario con rango pontificio y la única Imagen de la Santísima Virgen María en la diócesis de Canarias que ha recibido la coronación canónica de dicho rango.
En la noche del Viernes Santo, tiene lugar la llamada procesión del Retiro, que se efectúan en la iglesia de Santo Domingo de Guzmán con la imagen de Nuestra Señora de los Dolores de Vegueta Coronada; y en la parroquia de San Francisco de Asís con la imagen de Nuestra Señora de la Soledad de la Portería Coronada, siendo esta procesión del Retiro y Silencio de Nuestra Señora de la Soledad la procesión por antonomasia de la ciudad.

#### Carnaval de Las Palmas de Gran Canaria
El carnaval de Las Palmas de Gran Canaria es uno de los más importantes en el archipiélago, así como el de otros municipios de la isla, tienen gran popularidad y pueden considerarse una de las fiestas más importantes de España.

#### Rama de Agaete
Se trata de una de las celebraciones más populares de las Islas Canarias. Las Fiestas de Agaete, con su acto multitudinario de la Bajada de la Rama, fueron declaradas en el año 1972 de Interés Turístico Nacional y desde abril de 2018 es Bien de Interés Cultural.
El 5 de agosto se celebra la Fiesta Principal de la Villa Marinera en honor a Nuestra Señora de las Nieves. El 4 de agosto tiene lugar la Bajada de la Rama, acto festivo con reminiscencias rituales de los antiguos aborígenes, donde miles de danzantes, al ritmo de una de las dos bandas del municipio, parten desde el centro del pueblo a la parte alta del mismo para coger trozos de Rama y bajar bailando con ellas hasta el santuario de la Virgen de las Nieves en el puerto. La comitiva festiva va encabezada por unos cabezudos o papahuevos, realizados en cartón y que representan a personajes populares del pueblo.